# Premier League 2013-14
La Premier League 2013-14 fue la vigésima segunda temporada de la máxima división inglesa, desde su creación en 1992. El Manchester United Football Club defendía el título logrado la campaña anterior, tras consagrarse campeón a cuatro fechas del final de la temporada, en la jornada 34 al vencer por 3–0 al Aston Villa con tres goles del neerlandés Robin van Persie. Sin embargo, el campeón de esta edición fue el Manchester City Football Club quienes derrotaron en la última jornada del certamen al West Ham por 2-0 en el Estadio Ciudad de Mánchester. Vincent Kompany y Samir Nasri anotaron los goles que coronaron a los 'citizens' por cuarta vez en Inglaterra y le quitó la corona al Liverpool FC, que la aspiraba tras 25 años y que quedó a 2 puntos de lograrla.
Un total de 20 equipos participaron en la competición, incluyendo 17 equipos de la temporada anterior y 3 provenientes de la Football League Championship 2012-13. El Reading, que ascendió la temporada anterior, no logró salvar la categoría, siendo la vigésima ocasión que ocurre esto en la Premier League.

## Equipos participantes

### Ascensos y descensos
| Pos | de Premier League   |
| --- | ------------------- |
| 18º | Wigan               |
| 19º | Reading             |
| 20º | Queens Park Rangers |

| Pos   | de la Championship |
| ----- | ------------------ |
| 1º    | Cardiff City       |
| 2º    | Hull City          |
| Prom. | Crystal Palace     |

### Datos de los equipos
| Equipo                                     | Ciudad              | Entrenador          | Estadio              | Aforo  | Marca          | Patrocinador       |
| ------------------------------------------ | ------------------- | ------------------- | -------------------- | ------ | -------------- | ------------------ |
| Arsenal                                    | Londres             | Arsène Wenger       | Emirates Stadium     | 60 338 | Nike           | Emirates           |
| Aston Villa                                | Birmingham          | Paul Lambert        | Villa Park           | 42 682 | Macron         | Dafabet            |
| Cardiff City                               | Cardiff             | Ole Gunnar Solskjær | Cardiff City Stadium | 27 815 | Puma           | Malasia            |
| Chelsea                                    | Londres             | José Mourinho       | Stamford Bridge      | 41 798 | Adidas         | Samsung            |
| Crystal Palace                             | Londres             | Tony Pulis          | Selhurst Park        | 26 255 | Avec           | GAC Logistics      |
| Everton                                    | Liverpool           | Roberto Martínez    | Goodison Park        | 39 571 | Nike           | Chang              |
| Fulham                                     | Londres             | Felix Magath        | Craven Cottage       | 25 700 | Adidas         | Marathonbet        |
| Hull City                                  | Kingston upon Hull  | Steve Bruce         | KC Stadium           | 25 400 | Adidas         | Cash Converters    |
| Liverpool                                  | Liverpool           | Brendan Rodgers     | Anfield              | 45 276 | Warrior Sports | Standard Chartered |
| Manchester City                            | Mánchester          | Manuel Pellegrini   | Etihad Stadium       | 47 405 | Nike           | Etihad Airways     |
| Manchester United                          | Mánchester          | Ryan Giggs          | Old Trafford         | 75 731 | Nike           | Aon                |
| Newcastle United                           | Newcastle upon Tyne | Alan Pardew         | St James' Park       | 52 405 | Puma           | Wonga              |
| Norwich City                               | Norwich             | Neil Adams          | Carrow Road          | 27 244 | Erreà          | Aviva              |
| Southampton                                | Southampton         | Mauricio Pochettino | St Mary's Stadium    | 32 589 | Adidas         | Aap                |
| Stoke City                                 | Stoke-on-Trent      | Mark Hughes         | Britannia Stadium    | 27 740 | Adidas         | bet365             |
| Sunderland                                 | Sunderland          | Gustavo Poyet       | Stadium of Light     | 48 707 | Adidas         | Bidvest            |
| Swansea City                               | Swansea             | Garry Monk          | Liberty Stadium      | 20 750 | Adidas         | GWFX               |
| Tottenham Hotspur                          | Londres             | Tim Sherwood        | White Hart Lane      | 36 284 | Under Armour   | Hewlett Packard    |
| West Bromwich Albion                       | West Bromwich       | Pepe Mel            | The Hawthorns        | 26 445 | Adidas         | Zoopla             |
| West Ham United                            | Londres             | Sam Allardyce       | Boleyn Ground        | 35 016 | Adidas         | Alpari             |
| Datos actualizados al 22 de abril de 2014. |                     |                     |                      |        |                |                    |

### Cambios de entrenadores
| Equipo               | Entrenador (jornadas)                                                  |
| -------------------- | ---------------------------------------------------------------------- |
| Sunderland           | Paolo Di Canio (1-5) Kevin Ball (6-7) Gustavo Poyet (8-38)             |
| Crystal Palace       | Ian Holloway (1-8) Keith Millen (9-12) Tony Pulis (13-38)              |
| Fulham               | Martin Jol (1-13) René Meulensteen (14-26) Felix Magath (27-38)        |
| West Bromwich Albion | Steve Clarke (1-16) Keith Downing (17-21) Pepe Mel (22-38)             |
| Tottenham Hotspur    | André Villas-Boas (1-16) Tim Sherwood (17-38)                          |
| Cardiff City         | Malky Mackay (1-18) David Kerslake (19-20) Ole Gunnar Solskjær (21-38) |
| Swansea City         | Michael Laudrup (1-24) Garry Monk (25-38)                              |
| Norwich City         | Chris Hughton (1-33) Neil Adams (34-38)                                |
| Manchester United    | David Moyes (1-34) Ryan Giggs (35-38)                                  |

### Equipos por condados

#### Condados de Inglaterra
| Región                | N.º | Equipos                                                               |
| --------------------- | --- | --------------------------------------------------------------------- |
| Gran Londres          | 6   | Arsenal, Chelsea, Crystal Palace, Fulham, Tottenham y West Ham United |
| Gran Mánchester       | 2   | Manchester City y Manchester United                                   |
| Merseyside            | 2   | Everton y Liverpool                                                   |
| Midlands Occidentales | 2   | Aston Villa y West Bromwich Albion                                    |
| Tyne y Wear           | 2   | Newcastle United y Sunderland                                         |
| Hampshire             | 1   | Southampton                                                           |
| Norfolk               | 1   | Norwich City                                                          |
| Staffordshire         | 1   | Stoke City                                                            |
| Yorkshire             | 1   | Hull City                                                             |

#### Condados preservados de Gales
| Región              | N.º | Equipos      |
| ------------------- | --- | ------------ |
| Glamorgan del Oeste | 1   | Swansea City |
| Glamorgan del Sur   | 1   | Cardiff City |

## Clasificación
| Pos. | Equipo               | Pts. | PJ | G  | E  | P  | GF  | GC | Dif. | Clasificación 2014-15                  |
| ---- | -------------------- | ---- | -- | -- | -- | -- | --- | -- | ---- | -------------------------------------- |
| 1    | Manchester City (C)  | 86   | 38 | 27 | 5  | 6  | 102 | 37 | +65  | Fase de grupos de la Liga de Campeones |
| 2    | Liverpool            | 84   | 38 | 26 | 6  | 6  | 102 | 50 | +52  | Fase de grupos de la Liga de Campeones |
| 3    | Chelsea              | 82   | 38 | 25 | 7  | 6  | 71  | 28 | +43  | Fase de grupos de la Liga de Campeones |
| 4    | Arsenal              | 79   | 38 | 24 | 7  | 7  | 68  | 41 | +27  | Play-offs de la Liga de Campeones      |
| 5    | Everton              | 72   | 38 | 21 | 9  | 8  | 61  | 39 | +22  | Fase de grupos de la Liga Europa       |
| 6    | Tottenham Hotspur    | 69   | 38 | 21 | 6  | 11 | 55  | 51 | +4   | Play-offs de la Liga Europa            |
| 7    | Manchester United    | 64   | 38 | 19 | 7  | 12 | 64  | 43 | +21  |                                        |
| 8    | Southampton          | 56   | 38 | 15 | 11 | 12 | 54  | 46 | +8   |                                        |
| 9    | Stoke City           | 50   | 38 | 13 | 11 | 14 | 45  | 52 | −7   |                                        |
| 10   | Newcastle United     | 49   | 38 | 15 | 4  | 19 | 43  | 59 | −16  |                                        |
| 11   | Crystal Palace       | 45   | 38 | 13 | 6  | 19 | 33  | 48 | −15  |                                        |
| 12   | Swansea City         | 42   | 38 | 11 | 9  | 18 | 54  | 54 | 0    |                                        |
| 13   | West Ham United      | 40   | 38 | 11 | 7  | 20 | 40  | 51 | −11  |                                        |
| 14   | Sunderland           | 38   | 38 | 10 | 8  | 20 | 41  | 60 | −19  |                                        |
| 15   | Aston Villa          | 38   | 38 | 10 | 8  | 20 | 39  | 61 | −22  |                                        |
| 16   | Hull City            | 37   | 38 | 10 | 7  | 21 | 38  | 53 | −15  | Tercera ronda previa de la Liga Europa |
| 17   | West Bromwich Albion | 36   | 38 | 7  | 15 | 16 | 43  | 59 | −16  |                                        |
| 18   | Norwich City (D)     | 33   | 38 | 8  | 9  | 21 | 28  | 62 | −34  | Descenso de categoría                  |
| 19   | Fulham (D)           | 32   | 38 | 9  | 5  | 24 | 40  | 85 | −45  | Descenso de categoría                  |
| 20   | Cardiff City (D)     | 30   | 38 | 7  | 9  | 22 | 32  | 74 | −42  | Descenso de categoría                  |

 Fuente: [cita requerida]
Notas:
1. ↑  Tottenham Hotspur se clasificó a los play-offs de la Liga Europa de la UEFA 2014-15, ya que el campeón de la Copa de la Liga de Inglaterra 2013-14 (Manchester City) se clasificó a la fase de grupos de la Liga de Campeones de la UEFA 2014-15, por lo que el lugar que otorga dicho torneo pasó al 6° clasificado.
2. ↑  Hull City se clasificó a la tercera ronda previa de la Liga Europa de la UEFA 2014-15 como subcampeón de la FA Cup 2013-14, ya que el campeón (Arsenal) se clasificó a la fase de grupos de la Liga de Campeones de la UEFA 2014-15.

### Evolución de las posiciones
La programación de los 380 partidos de la temporada se anunció el día 19 de junio de 2013, y los derechos televisivos de transmisión dos semanas después. La temporada inició formalmente el 17 de agosto de 2013 y terminó el 11 de mayo de 2014. Durante la temporada 2013-14, se usó el Sistema de detección automática de goles por primera vez en la historia.
El transcurso de la temporada vio cambiar de manos el primer puesto de la clasificación un total de 25 veces, comparado con tan solo 4 veces el ciclo anterior. Esto representa la segunda temporada con más cambios en la punta desde la 2001-02 (29, la mayor cifra en la historia). Por séptima vez desde su creación, el campeonato se definió en la última fecha. Manchester City ganó la liga con un triunfo 2-0 ante el West Ham United el último día, finalizando con 86 puntos. En total, Manchester City lideró la liga solo 14 días a lo largo de la temporada, y este logro representó su segundo título en tres temporadas. El club anotó 102 goles, uno menos que el récord de Premier League, al tiempo que fue el segundo equipo que menos recibió.
A falta de dos jornadas para la finalización del certamen, el Liverpool parecía ser el equipo que lograría coronar. Sin embargo una sorpresiva derrota 0-2 ante Chelsea y un empate 3-3 ante Crystal Palace —dilapidando una ventaja de 0-3—, hicieron que el equipo termine como subcampeón con 84 puntos. El Chelsea terminó tercero, mientras que el vigente campeón y potencia histórica del fútbol inglés Manchester United tuvo una decepcionante temporada con su nuevo entrenador David Moyes (que fue despedido en abril ante la falta de resultados) y finalizó séptimo.  Fue la primera vez en la historia de la Premier League (1992 en adelante) que el club de Manchester finalizó fuera del Top Four, y en el cómputo total, fue su peor ubicación conseguida desde la temporada temporada 1989-90. Además, por primera vez en 25 años, no clasificó para ninguna competencia internacional. El octavo puesto del Southampton y los 72 puntos de Everton fueron récords de club.
Sunderland se convirtió en el segundo equipo desde la creación de la Premier League en evadir el descenso luego de haber estado en el último lugar de la tabla tras el Día de Navidad. Una derrota en casa ante el Everton el 12 de abril dejó al club en el fondo de la tabla, a siete puntos del 17º lugar. El "gran escape"  inició con un empate heroico ante los eventuales campeones Manchester City, sumado a una serie de 4 victorias sucesivas, incluyendo remarcables victorias a domicilio ante Chelsea y Manchester United. La permanencia se confirmó tras una victoria 2-0 ante el West Bromwich Albion el 7 de mayo. Norwich City, Fulham, y Cardiff City terminaron en las últimas tres posiciones y descendieron al Football League Championship 2014-15.
Por primera vez en la historia de la liga, dos equipos (Manchester City y Liverpool) anotaron más de 100 goles. Solamente el Chelsea en la temporada 2009-10 había sido capaz superar esta cifra. Luis Suárez fue el máximo goleador del campeonato con 31 tantos. Por primera vez, el Chelsea siendo conducido por José Mourinho perdió un partido como local, ante la derrota frente a Sunderland se cortó una racha de 77 juegos invicto (contabilizando sus dos periodos como entrenador del club de Londres).
| Equipo / Jornada      | 1  | 2  | 3  | 4  | 5  | 6  | 7  | 8  | 9  | 10 | 11 | 12 | 13 | 14 | 15 | 16 | 17 | 18 | 19 | 20 | 21 | 22 | 23 | 24 | 25 | 26 | 27 | 28 | 29 | 30 | 31 | 32 | 33 | 34 | 35 | 36 | 37 | 38 |
| Equipo / Jornada      |    |    |    |    |    |    |    |    |    |    |    |    |    |    |    |    |    |    |    |    |    |    |    |    |    |    |    |    |    |    |    |    |    |    |    |    |    |    |
| --------------------- | -- | -- | -- | -- | -- | -- | -- | -- | -- | -- | -- | -- | -- | -- | -- | -- | -- | -- | -- | -- | -- | -- | -- | -- | -- | -- | -- | -- | -- | -- | -- | -- | -- | -- | -- | -- | -- | -- |
| Manchester City2 4 10 | 1  | 7  | 3  | 4  | 3  | 7  | 5  | 4  | 7  | 5  | 8  | 4  | 3  | 3  | 4  | 4  | 3  | 2  | 2  | 2  | 2  | 2  | 1  | 2  | 3  | 3  | 3  | 4  | 4  | 4  | 3  | 3  | 3  | 3  | 3  | 3  | 1  | 1  |
| Liverpool9            | 6  | 2  | 1  | 1  | 5  | 2  | 2  | 3  | 3  | 3  | 2  | 2  | 4  | 4  | 2  | 2  | 1  | 4  | 5  | 4  | 4  | 4  | 4  | 4  | 4  | 4  | 4  | 2  | 2  | 2  | 2  | 1  | 1  | 1  | 1  | 1  | 2  | 2  |
| Chelsea1              | 5  | 1  | 2  | 6  | 4  | 5  | 3  | 2  | 2  | 2  | 4  | 3  | 2  | 2  | 3  | 3  | 4  | 3  | 3  | 3  | 3  | 3  | 3  | 3  | 1  | 1  | 1  | 1  | 1  | 1  | 1  | 2  | 2  | 2  | 2  | 2  | 3  | 3  |
| Arsenal6              | 16 | 8  | 4  | 2  | 1  | 1  | 1  | 1  | 1  | 1  | 1  | 1  | 1  | 1  | 1  | 1  | 2  | 1  | 1  | 1  | 1  | 1  | 2  | 1  | 2  | 2  | 2  | 3  | 3  | 3  | 4  | 4  | 4  | 4  | 4  | 4  | 4  | 4  |
| Everton37             | 10 | 14 | 15 | 9  | 6  | 4  | 7  | 7  | 6  | 7  | 6  | 7  | 5  | 5  | 5  | 5  | 5  | 5  | 4  | 5  | 5  | 6  | 6  | 5  | 6  | 6  | 7  | 6  | 7  | 6  | 6  | 5  | 5  | 5  | 5  | 5  | 5  | 5  |
| Tottenham Hotspur     | 8  | 3  | 6  | 3  | 2  | 3  | 6  | 5  | 4  | 4  | 7  | 9  | 9  | 6  | 6  | 7  | 7  | 8  | 7  | 6  | 6  | 5  | 5  | 6  | 5  | 5  | 5  | 5  | 5  | 5  | 5  | 6  | 6  | 6  | 6  | 6  | 6  | 6  |
| Manchester United4 11 | 2  | 4  | 7  | 5  | 8  | 12 | 9  | 8  | 8  | 8  | 5  | 6  | 8  | 9  | 9  | 8  | 8  | 7  | 6  | 7  | 7  | 7  | 7  | 7  | 7  | 7  | 6  | 7  | 6  | 7  | 7  | 7  | 7  | 7  | 7  | 7  | 7  | 7  |
| Southampton           | 7  | 6  | 9  | 11 | 7  | 6  | 4  | 6  | 5  | 6  | 3  | 5  | 7  | 8  | 8  | 9  | 9  | 9  | 9  | 9  | 9  | 9  | 9  | 9  | 9  | 8  | 9  | 9  | 9  | 8  | 9  | 8  | 8  | 8  | 8  | 8  | 8  | 8  |
| Stoke City            | 13 | 10 | 5  | 7  | 10 | 15 | 16 | 16 | 17 | 17 | 18 | 14 | 16 | 14 | 13 | 13 | 10 | 10 | 12 | 12 | 12 | 14 | 16 | 11 | 13 | 14 | 15 | 13 | 12 | 11 | 10 | 10 | 10 | 10 | 10 | 10 | 10 | 9  |
| Newcastle United7     | 20 | 18 | 12 | 8  | 12 | 16 | 11 | 10 | 10 | 9  | 9  | 8  | 6  | 7  | 7  | 6  | 6  | 6  | 8  | 8  | 8  | 8  | 8  | 8  | 8  | 9  | 8  | 8  | 8  | 9  | 8  | 9  | 9  | 9  | 9  | 9  | 9  | 10 |
| Crystal Palace3       | 12 | 19 | 14 | 18 | 19 | 19 | 19 | 19 | 20 | 20 | 20 | 19 | 20 | 19 | 19 | 18 | 18 | 17 | 17 | 18 | 20 | 16 | 14 | 17 | 14 | 15 | 16 | 16 | 16 | 17 | 17 | 16 | 14 | 12 | 11 | 11 | 11 | 11 |
| Swansea City6         | 19 | 20 | 16 | 13 | 9  | 13 | 15 | 11 | 11 | 13 | 13 | 10 | 12 | 11 | 10 | 10 | 11 | 11 | 11 | 13 | 13 | 15 | 11 | 12 | 10 | 10 | 12 | 14 | 14 | 14 | 15 | 13 | 15 | 15 | 13 | 12 | 13 | 12 |
| West Ham United8      | 4  | 5  | 8  | 10 | 14 | 17 | 13 | 15 | 16 | 15 | 16 | 17 | 15 | 17 | 17 | 17 | 17 | 19 | 19 | 19 | 17 | 18 | 18 | 18 | 15 | 11 | 10 | 10 | 10 | 12 | 14 | 11 | 11 | 11 | 12 | 14 | 12 | 13 |
| Sunderland2 5 9       | 14 | 16 | 20 | 20 | 20 | 20 | 20 | 20 | 19 | 19 | 19 | 20 | 19 | 20 | 20 | 20 | 20 | 20 | 20 | 20 | 19 | 19 | 17 | 14 | 17 | 18 | 18 | 18 | 18 | 18 | 18 | 19 | 20 | 20 | 20 | 17 | 14 | 14 |
| Aston Villa1 10       | 3  | 9  | 13 | 17 | 13 | 9  | 10 | 13 | 14 | 14 | 11 | 12 | 11 | 10 | 11 | 11 | 13 | 13 | 13 | 11 | 11 | 10 | 10 | 10 | 12 | 12 | 13 | 11 | 11 | 10 | 11 | 12 | 13 | 14 | 15 | 16 | 15 | 15 |
| Hull City8 11         | 17 | 13 | 18 | 16 | 11 | 8  | 8  | 9  | 9  | 10 | 12 | 13 | 10 | 12 | 12 | 12 | 12 | 12 | 10 | 10 | 10 | 11 | 13 | 13 | 11 | 13 | 11 | 12 | 13 | 13 | 12 | 14 | 12 | 13 | 14 | 13 | 16 | 16 |
| West Bromwich Albion5 | 15 | 17 | 19 | 19 | 15 | 10 | 12 | 12 | 13 | 11 | 10 | 11 | 13 | 13 | 15 | 16 | 16 | 15 | 15 | 14 | 14 | 13 | 15 | 16 | 18 | 17 | 17 | 17 | 17 | 16 | 16 | 17 | 16 | 16 | 16 | 15 | 17 | 17 |
| Norwich City          | 11 | 15 | 10 | 14 | 18 | 14 | 18 | 18 | 18 | 18 | 15 | 16 | 14 | 16 | 14 | 14 | 14 | 14 | 14 | 15 | 15 | 12 | 12 | 15 | 16 | 16 | 14 | 15 | 15 | 15 | 13 | 15 | 17 | 17 | 17 | 18 | 18 | 18 |
| Fulham                | 9  | 12 | 17 | 15 | 17 | 18 | 17 | 14 | 12 | 16 | 17 | 18 | 18 | 18 | 18 | 19 | 19 | 18 | 18 | 16 | 16 | 17 | 19 | 20 | 20 | 20 | 20 | 20 | 20 | 20 | 20 | 20 | 18 | 18 | 19 | 19 | 19 | 19 |
| Cardiff City          | 18 | 11 | 11 | 12 | 16 | 11 | 14 | 17 | 15 | 12 | 14 | 15 | 17 | 15 | 16 | 15 | 15 | 16 | 16 | 17 | 18 | 20 | 20 | 19 | 19 | 19 | 19 | 19 | 19 | 19 | 19 | 18 | 19 | 19 | 18 | 20 | 20 | 20 |

Notas:
- Debido a que el campeón de la Copa de la Liga de Inglaterra 2013-14 (Manchester City) se clasificó a la Liga de Campeones 2014-15, en la fecha 36, en la que Manchester City aseguró su clasificación a la Liga de Campeones, el cupo que otorga la copa de Inglaterra en la Liga Europea 2014-15 pasó al 6.º lugar de la Premier League según el orden indicado en la tabla de posiciones.
- 1 Posiciones de Chelsea y Aston Villa en la fecha 2 con un partido anticipado por el adelanto del encuentro entre ambos en la jornada 2.
- 2 Posiciones de Manchester City y Sunderland de las fechas 26 y 27 y de la 35 a la 37 con un partido pendiente por la suspensión del encuentro entre ambos en la jornada 26.
- 3 Posiciones de Everton de la fecha 26 a la 28 y de la 32 a la 34 con un partido pendiente y de Crystal Palace de la fecha 26 a la 34 con un partido pendiente por la suspensión del encuentro entre ambos en la jornada 26.
- 4 Posiciones de Manchester United de las fechas 28 a la 31 con un partido pendiente y de Manchester City en la fecha 28 y de la fecha 32 a la 34 con dos partidos pendientes por el aplazamiento del encuentro entre ambos en la jornada 28.
- 5 Posiciones de Sunderland en la fecha 28 y de la fecha 32 a la 34 con dos partidos pendientes y de West Bromwich Albion de la fecha 28 a la 37 con un partido pendiente por el aplazamiento del encuentro entre ambos en la jornada 28.
- 6 Posiciones de Arsenal y Swansea City de la fecha 29 a la 31 con un partido pendiente por el aplazamiento del encuentro entre ambos en la jornada 29.
- 7 Posiciones de Newcastle United de la fecha 29 a la 31 con un partido pendiente y de Everton de la fecha 29 a la 31 con dos partidos pendientes por el aplazamiento del encuentro entre ambos en la jornada 29.
- 8 Posiciones de West Ham United y Hull City de la fecha 29 a la 31 con un partido pendiente por el aplazamiento del encuentro entre ambos en la jornada 29.
- 9 Posiciones de Liverpool de la fecha 29 a la 31 con un partido pendiente y de Sunderland de la fecha 29 a la 31 con tres partidos pendientes por el aplazamiento del encuentro entre ambos en la jornada 29.
- 10 Posiciones de Manchester City de la fecha 29 a la 31 con tres partidos pendientes y de Aston Villa de la fecha 29 a la 37 con un partido pendiente por el aplazamiento del encuentro entre ambos en la jornada 29.
- 11 Posiciones de Manchester United y Hull City de la fecha 34 a la 37 con un partido pendiente por el aplazamiento del encuentro entre ambos en la jornada 34.

## Resultados
- Los horarios corresponden al huso horario del Reino Unido (Hora de Europa Occidental): UTC+0 en horario estándar y UTC+1 en horario de verano

### Primera vuelta
| Liverpool            | 1 - 0 Archivado el 27 de agosto de 2013 en Wayback Machine.                                             | Stoke City        | Anfield          | 17 de agosto | 12:45 |
| Arsenal              | 1 - 3 Archivado el 22 de septiembre de 2013 en Wayback Machine.                                         | Aston Villa       | Emirates Stadium | 17 de agosto | 15:00 |
| Norwich City         | 2 - 2 Archivado el 22 de septiembre de 2013 en Wayback Machine.                                         | Everton           | Carrow Road      | 17 de agosto | 15:00 |
| Sunderland           | 0 - 1 Archivado el 23 de septiembre de 2013 en Wayback Machine.                                         | Fulham            | Stadium of Light | 17 de agosto | 15:00 |
| West Bromwich Albion | 0 - 1 Archivado el 31 de agosto de 2013 en Wayback Machine.                                             | Southampton       | The Hawthorns    | 17 de agosto | 15:00 |
| West Ham United      | 2 - 0 (enlace roto disponible en Internet Archive; véase el historial, la primera versión y la última). | Cardiff City      | Boleyn Ground    | 17 de agosto | 15:00 |
| Swansea City         | 1 - 4 (enlace roto disponible en Internet Archive; véase el historial, la primera versión y la última). | Manchester United | Liberty Stadium  | 17 de agosto | 17:30 |
| Crystal Palace       | 0 - 1 Archivado el 16 de agosto de 2013 en Wayback Machine.                                             | Tottenham Hotspur | Selhurst Park    | 18 de agosto | 13:30 |
| Chelsea              | 2 - 0 Archivado el 27 de agosto de 2013 en Wayback Machine.                                             | Hull City         | Stamford Bridge  | 18 de agosto | 16:00 |
| Manchester City      | 4 - 0 Archivado el 19 de agosto de 2013 en Wayback Machine.                                             | Newcastle United  | Etihad Stadium   | 19 de agosto | 20:00 |

| Fulham            | 1 - 3 Archivado el 18 de agosto de 2013 en Wayback Machine.                                             | Arsenal              | Craven Cottage       | 24 de agosto | 12:45 |
| Everton           | 0 - 0 Archivado el 26 de agosto de 2013 en Wayback Machine.                                             | West Bromwich Albion | Goodison Park        | 24 de agosto | 15:00 |
| Hull City         | 1 - 0 Archivado el 21 de agosto de 2013 en Wayback Machine.                                             | Norwich City         | KC Stadium           | 24 de agosto | 15:00 |
| Newcastle United  | 0 - 0 Archivado el 8 de enero de 2014 en Wayback Machine.                                               | West Ham United      | St. James' Park      | 24 de agosto | 15:00 |
| Southampton       | 1 - 1 (enlace roto disponible en Internet Archive; véase el historial, la primera versión y la última). | Sunderland           | St. Mary's Stadium   | 24 de agosto | 15:00 |
| Stoke City        | 2 - 1 Archivado el 26 de agosto de 2013 en Wayback Machine.                                             | Crystal Palace       | Britannia Stadium    | 24 de agosto | 15:00 |
| Aston Villa       | 0 - 1 Archivado el 24 de junio de 2013 en Wayback Machine.                                              | Liverpool            | Villa Park           | 24 de agosto | 17:30 |
| Cardiff City      | 3 - 2 (enlace roto disponible en Internet Archive; véase el historial, la primera versión y la última). | Manchester City      | Cardiff City Stadium | 25 de agosto | 16:00 |
| Tottenham Hotspur | 1 - 0 Archivado el 27 de agosto de 2013 en Wayback Machine.                                             | Swansea City         | White Hart Lane      | 25 de agosto | 16:00 |
| Manchester United | 0 - 0 (enlace roto disponible en Internet Archive; véase el historial, la primera versión y la última). | Chelsea              | Old Trafford         | 26 de agosto | 20:00 |

| Chelsea              | 2 - 1 Archivado el 21 de agosto de 2013 en Wayback Machine.    | Aston Villa       | Stamford Bridge      | 21 de agosto    | 19:45 |
| Manchester City      | 2 - 0 Archivado el 29 de agosto de 2013 en Wayback Machine.    | Hull City         | Etihad Stadium       | 31 de agosto    | 12:45 |
| Cardiff City         | 0 - 0 Archivado el 31 de agosto de 2013 en Wayback Machine.    | Everton           | Cardiff City Stadium | 31 de agosto    | 15:00 |
| Newcastle United     | 1 - 0 Archivado el 1 de septiembre de 2013 en Wayback Machine. | Fulham            | St. James' Park      | 31 de agosto    | 15:00 |
| Norwich City         | 1 - 0 Archivado el 30 de agosto de 2013 en Wayback Machine.    | Southampton       | Carrow Road          | 31 de agosto    | 15:00 |
| West Ham United      | 0 - 1 Archivado el 3 de septiembre de 2013 en Wayback Machine. | Stoke City        | Boleyn Ground        | 31 de agosto    | 15:00 |
| Crystal Palace       | 3 - 1 Archivado el 3 de septiembre de 2013 en Wayback Machine. | Sunderland        | Selhurst Park        | 31 de agosto    | 17:30 |
| Liverpool            | 1 - 0 Archivado el 4 de septiembre de 2013 en Wayback Machine. | Manchester United | Anfield              | 1 de septiembre | 13:30 |
| West Bromwich Albion | 0 - 2 Archivado el 3 de septiembre de 2013 en Wayback Machine. | Swansea City      | The Hawthorns        | 1 de septiembre | 13:30 |
| Arsenal              | 1 - 0 Archivado el 30 de agosto de 2013 en Wayback Machine.    | Tottenham Hotspur | Emirates Stadium     | 1 de septiembre | 16:00 |

| Manchester United | 2 - 0 Archivado el 23 de septiembre de 2013 en Wayback Machine.                                         | Crystal Palace       | Old Trafford      | 14 de septiembre | 12:45 |
| Aston Villa       | 1 - 2 Archivado el 16 de septiembre de 2013 en Wayback Machine.                                         | Newcastle United     | Villa Park        | 14 de septiembre | 15:00 |
| Fulham            | 1 - 1 Archivado el 16 de septiembre de 2013 en Wayback Machine.                                         | West Bromwich Albion | Craven Cottage    | 14 de septiembre | 15:00 |
| Hull City         | 1 - 1 Archivado el 16 de septiembre de 2013 en Wayback Machine.                                         | Cardiff City         | KC Stadium        | 14 de septiembre | 15:00 |
| Tottenham Hotspur | 2 - 0 Archivado el 16 de septiembre de 2013 en Wayback Machine.                                         | Norwich City         | White Hart Lane   | 14 de septiembre | 15:00 |
| Stoke City        | 0 - 0 Archivado el 16 de septiembre de 2013 en Wayback Machine.                                         | Manchester City      | Britannia Stadium | 14 de septiembre | 15:00 |
| Sunderland        | 1 - 3 Archivado el 8 de septiembre de 2013 en Wayback Machine.                                          | Arsenal              | Stadium of Light  | 14 de septiembre | 15:00 |
| Everton           | 1 - 0 Archivado el 23 de septiembre de 2013 en Wayback Machine.                                         | Chelsea              | Goodison Park     | 14 de septiembre | 17:30 |
| Southampton       | 0 - 0 Archivado el 23 de septiembre de 2013 en Wayback Machine.                                         | West Ham United      | St Mary's Stadium | 15 de septiembre | 16:00 |
| Swansea City      | 2 - 2 (enlace roto disponible en Internet Archive; véase el historial, la primera versión y la última). | Liverpool            | Liberty Stadium   | 16 de septiembre | 20:00 |

| Norwich City         | 0 - 1 Archivado el 16 de septiembre de 2013 en Wayback Machine. | Aston Villa       | Carrow Road          | 21 de septiembre | 12:45 |
| Liverpool            | 0 - 1 Archivado el 2 de octubre de 2013 en Wayback Machine.     | Southampton       | Anfield              | 21 de septiembre | 15:00 |
| Newcastle United     | 2 - 3 Archivado el 24 de septiembre de 2013 en Wayback Machine. | Hull City         | St. James' Park      | 21 de septiembre | 15:00 |
| West Bromwich Albion | 3 - 0 Archivado el 24 de septiembre de 2013 en Wayback Machine. | Sunderland        | The Hawthorns        | 21 de septiembre | 15:00 |
| West Ham United      | 2 - 3 Archivado el 24 de septiembre de 2013 en Wayback Machine. | Everton           | Boleyn Ground        | 21 de septiembre | 15:00 |
| Chelsea              | 2 - 0 Archivado el 20 de septiembre de 2013 en Wayback Machine. | Fulham            | Stamford Bridge      | 21 de septiembre | 17:30 |
| Arsenal              | 3 - 1 Archivado el 16 de septiembre de 2013 en Wayback Machine. | Stoke City        | Emirates Stadium     | 22 de septiembre | 13:30 |
| Crystal Palace       | 0 - 2 Archivado el 25 de septiembre de 2013 en Wayback Machine. | Swansea City      | Selhurst Park        | 22 de septiembre | 13:30 |
| Cardiff City         | 0 - 1 Archivado el 20 de septiembre de 2013 en Wayback Machine. | Tottenham Hotspur | Cardiff City Stadium | 22 de septiembre | 16:00 |
| Manchester City      | 4 - 1 Archivado el 2 de octubre de 2013 en Wayback Machine.     | Manchester United | Etihad Stadium       | 22 de septiembre | 16:00 |

| Tottenham Hotspur | 1 - 1 Archivado el 2 de octubre de 2013 en Wayback Machine.     | Chelsea              | White Hart Lane   | 28 de septiembre | 12:45 |
| Aston Villa       | 3 - 2 Archivado el 26 de septiembre de 2013 en Wayback Machine. | Manchester City      | Villa Park        | 28 de septiembre | 15:00 |
| Fulham            | 1 - 2 Archivado el 1 de octubre de 2013 en Wayback Machine.     | Cardiff City         | Craven Cottage    | 28 de septiembre | 15:00 |
| Hull City         | 1 - 0 Archivado el 1 de octubre de 2013 en Wayback Machine.     | West Ham United      | KC Stadium        | 28 de septiembre | 15:00 |
| Manchester United | 1 - 2 Archivado el 2 de octubre de 2013 en Wayback Machine.     | West Bromwich Albion | Old Trafford      | 28 de septiembre | 15:00 |
| Southampton       | 2 - 0 Archivado el 1 de octubre de 2013 en Wayback Machine.     | Crystal Palace       | St Mary's Stadium | 28 de septiembre | 15:00 |
| Swansea City      | 1 - 2 Archivado el 28 de septiembre de 2013 en Wayback Machine. | Arsenal              | Liberty Stadium   | 28 de septiembre | 17:30 |
| Stoke City        | 0 - 1 Archivado el 26 de septiembre de 2013 en Wayback Machine. | Norwich City         | Britannia Stadium | 29 de septiembre | 13:30 |
| Sunderland        | 1 - 3 Archivado el 2 de octubre de 2013 en Wayback Machine.     | Liverpool            | Stadium of Light  | 29 de septiembre | 16:00 |
| Everton           | 3 - 2 Archivado el 3 de octubre de 2013 en Wayback Machine.     | Newcastle United     | Goodison Park     | 30 de septiembre | 20:00 |

| Manchester City      | 3 - 1 Archivado el 14 de octubre de 2013 en Wayback Machine. | Everton           | Etihad Stadium       | 5 de octubre | 12:45 |
| Fulham               | 1 - 0 Archivado el 20 de octubre de 2013 en Wayback Machine. | Stoke City        | Craven Cottage       | 5 de octubre | 15:00 |
| Hull City            | 0 - 0 Archivado el 20 de octubre de 2013 en Wayback Machine. | Aston Villa       | KC Stadium           | 5 de octubre | 15:00 |
| Liverpool            | 3 - 1 Archivado el 14 de octubre de 2013 en Wayback Machine. | Crystal Palace    | Anfield              | 5 de octubre | 15:00 |
| Cardiff City         | 1 - 2 Archivado el 20 de octubre de 2013 en Wayback Machine. | Newcastle United  | Cardiff City Stadium | 5 de octubre | 15:00 |
| Sunderland           | 1 - 2 Archivado el 11 de octubre de 2013 en Wayback Machine. | Manchester United | Stadium of Light     | 5 de octubre | 17:30 |
| Southampton          | 2 - 0 Archivado el 20 de octubre de 2013 en Wayback Machine. | Swansea City      | St Mary's Stadium    | 6 de octubre | 13:30 |
| Norwich City         | 1 - 3 Archivado el 20 de octubre de 2013 en Wayback Machine. | Chelsea           | Carrow Road          | 6 de octubre | 13:30 |
| Tottenham Hotspur    | 0 - 3 Archivado el 20 de octubre de 2013 en Wayback Machine. | West Ham United   | White Hart Lane      | 6 de octubre | 16:00 |
| West Bromwich Albion | 1 - 1 Archivado el 20 de octubre de 2013 en Wayback Machine. | Arsenal           | The Hawthorns        | 6 de octubre | 16:00 |

| Newcastle         | 2 - 2 Archivado el 20 de octubre de 2013 en Wayback Machine.                                            | Liverpool            | St James' Park    | 19 de octubre | 12:45 |
| Arsenal           | 4 - 1 Archivado el 19 de octubre de 2013 en Wayback Machine.                                            | Norwich City         | Emirates Stadium  | 19 de octubre | 15:00 |
| Chelsea           | 4 - 1 (enlace roto disponible en Internet Archive; véase el historial, la primera versión y la última). | Cardiff City         | Stamford Bridge   | 19 de octubre | 15:00 |
| Everton           | 2 - 1 Archivado el 20 de octubre de 2013 en Wayback Machine.                                            | Hull City            | Goodison Park     | 19 de octubre | 15:00 |
| Manchester United | 1 - 1 Archivado el 20 de octubre de 2013 en Wayback Machine.                                            | Southampton          | Old Trafford      | 19 de octubre | 15:00 |
| Stoke City        | 0 - 0 Archivado el 20 de octubre de 2013 en Wayback Machine.                                            | West Bromwich Albion | Britannia Stadium | 19 de octubre | 15:00 |
| Swansea City      | 4 - 0 Archivado el 19 de octubre de 2013 en Wayback Machine.                                            | Sunderland           | Liberty Stadium   | 19 de octubre | 15:00 |
| West Ham United   | 1 - 3 Archivado el 20 de octubre de 2013 en Wayback Machine.                                            | Manchester City      | Boleyn Ground     | 19 de octubre | 17:30 |
| Aston Villa       | 0 - 2 Archivado el 3 de octubre de 2013 en Wayback Machine.                                             | Tottenham Hotspur    | Villa Park        | 20 de octubre | 16:00 |
| Crystal Palace    | 1 - 4 Archivado el 21 de octubre de 2013 en Wayback Machine.                                            | Fulham               | Selhurst Park     | 21 de octubre | 20:00 |

| Crystal Palace    | 0 - 2 Archivado el 23 de octubre de 2013 en Wayback Machine.                                            | Arsenal              | Selhurst Park     | 26 de octubre | 12:45 |
| Aston Villa       | 0 - 2 Archivado el 30 de octubre de 2013 en Wayback Machine.                                            | Everton              | Villa Park        | 26 de octubre | 15:00 |
| Liverpool         | 4 - 1 Archivado el 30 de octubre de 2013 en Wayback Machine.                                            | West Bromwich Albion | Anfield           | 26 de octubre | 15:00 |
| Manchester United | 3 - 2 Archivado el 30 de octubre de 2013 en Wayback Machine.                                            | Stoke City           | Old Trafford      | 26 de octubre | 15:00 |
| Norwich City      | 0 - 0 (enlace roto disponible en Internet Archive; véase el historial, la primera versión y la última). | Cardiff City         | Carrow Road       | 26 de octubre | 15:00 |
| Southampton       | 2 - 0 Archivado el 31 de octubre de 2013 en Wayback Machine.                                            | Fulham               | St Mary's Stadium | 26 de octubre | 17:30 |
| Sunderland        | 2 - 1 Archivado el 31 de octubre de 2013 en Wayback Machine.                                            | Newcastle United     | Stadium of Light  | 27 de octubre | 13:30 |
| Chelsea           | 2 - 1 Archivado el 30 de octubre de 2013 en Wayback Machine.                                            | Manchester City      | Stamford Bridge   | 27 de octubre | 16:00 |
| Tottenham Hotspur | 1 - 0 Archivado el 31 de octubre de 2013 en Wayback Machine.                                            | Hull City            | White Hart Lane   | 27 de octubre | 16:00 |
| Swansea City      | 0 - 0 Archivado el 31 de octubre de 2013 en Wayback Machine.                                            | West Ham United      | Liberty Stadium   | 27 de octubre | 16:00 |

| Newcastle United     | 2 - 0 Archivado el 15 de noviembre de 2013 en Wayback Machine. | Chelsea           | St James' Park       | 2 de noviembre | 12:45 |
| Hull City            | 1 - 0 Archivado el 15 de noviembre de 2013 en Wayback Machine. | Sunderland        | KC Stadium           | 2 de noviembre | 15:00 |
| West Bromwich Albion | 2 - 0 Archivado el 16 de noviembre de 2013 en Wayback Machine. | Crystal Palace    | The Hawthorns        | 2 de noviembre | 15:00 |
| Stoke City           | 1 - 1 Archivado el 16 de noviembre de 2013 en Wayback Machine. | Southampton       | Craven Cottage       | 2 de noviembre | 15:00 |
| Fulham               | 1 - 3 Archivado el 15 de noviembre de 2013 en Wayback Machine. | Manchester United | Britannia Stadium    | 2 de noviembre | 15:00 |
| West Ham United      | 0 - 0 Archivado el 16 de noviembre de 2013 en Wayback Machine. | Aston Villa       | Boleyn Ground        | 2 de noviembre | 15:00 |
| Manchester City      | 7 - 0 Archivado el 1 de noviembre de 2013 en Wayback Machine.  | Norwich City      | Etihad Stadium       | 2 de noviembre | 15:00 |
| Arsenal              | 2 - 0 Archivado el 16 de noviembre de 2013 en Wayback Machine. | Liverpool         | Emirates Stadium     | 2 de noviembre | 17:30 |
| Everton              | 0 - 0 Archivado el 16 de noviembre de 2013 en Wayback Machine. | Tottenham Hotspur | Goodison Park        | 3 de noviembre | 13:00 |
| Cardiff City         | 1 - 0 Archivado el 16 de noviembre de 2013 en Wayback Machine. | Swansea City      | Cardiff City Stadium | 3 de noviembre | 16:00 |

| Aston Villa       | 2 - 0 Archivado el 10 de noviembre de 2013 en Wayback Machine.                                          | Cardiff City         | Villa Park        | 9 de noviembre  | 15:00 |
| Chelsea           | 2 - 2 Archivado el 16 de noviembre de 2013 en Wayback Machine.                                          | West Bromwich Albion | Stamford Bridge   | 9 de noviembre  | 15:00 |
| Crystal Palace    | 0 - 0 Archivado el 13 de noviembre de 2013 en Wayback Machine.                                          | Everton              | Selhurst Park     | 9 de noviembre  | 15:00 |
| Liverpool         | 4 - 0 Archivado el 10 de noviembre de 2013 en Wayback Machine.                                          | Fulham               | Anfield           | 9 de noviembre  | 15:00 |
| Southampton       | 4 - 1 (enlace roto disponible en Internet Archive; véase el historial, la primera versión y la última). | Hull City            | St Mary's Stadium | 9 de noviembre  | 15:00 |
| Norwich City      | 3 - 1 Archivado el 17 de enero de 2016 en Wayback Machine.                                              | West Ham United      | Carrow Road       | 9 de noviembre  | 17:30 |
| Tottenham Hotspur | 0 - 1 Archivado el 9 de noviembre de 2013 en Wayback Machine.                                           | Newcastle United     | White Hart Lane   | 10 de noviembre | 12:00 |
| Sunderland        | 1 - 0 Archivado el 11 de noviembre de 2013 en Wayback Machine.                                          | Manchester City      | Stadium of Light  | 10 de noviembre | 14:05 |
| Manchester United | 1 - 0 Archivado el 16 de noviembre de 2013 en Wayback Machine.                                          | Arsenal              | Old Trafford      | 10 de noviembre | 16:10 |
| Swansea City      | 3 - 3 Archivado el 12 de noviembre de 2013 en Wayback Machine.                                          | Stoke City           | Liberty Stadium   | 10 de noviembre | 16:10 |

| Everton              | 3 - 3 Archivado el 23 de noviembre de 2013 en Wayback Machine. | Liverpool         | Goodison Park        | 23 de noviembre | 12:45 |
| Arsenal              | 2 - 0 Archivado el 24 de noviembre de 2013 en Wayback Machine. | Southampton       | Emirates Stadium     | 23 de noviembre | 15:00 |
| Fulham               | 1 - 2 Archivado el 24 de noviembre de 2013 en Wayback Machine. | Swansea City      | Craven Cottage       | 23 de noviembre | 15:00 |
| Hull City            | 0 - 1 Archivado el 24 de noviembre de 2013 en Wayback Machine. | Crystal Palace    | KC Stadium           | 23 de noviembre | 15:00 |
| Newcastle United     | 2 - 1 Archivado el 24 de noviembre de 2013 en Wayback Machine. | Norwich City      | St James' Park       | 23 de noviembre | 15:00 |
| Stoke City           | 2 - 0 Archivado el 24 de noviembre de 2013 en Wayback Machine. | Sunderland        | Britannia Stadium    | 23 de noviembre | 15:00 |
| West Ham United      | 0 - 3 Archivado el 24 de noviembre de 2013 en Wayback Machine. | Chelsea           | Boleyn Ground        | 23 de noviembre | 17:30 |
| Manchester City      | 6 - 0 Archivado el 24 de noviembre de 2013 en Wayback Machine. | Tottenham Hotspur | Etihad Stadium       | 24 de noviembre | 13:30 |
| Cardiff City         | 2 - 2 Archivado el 26 de noviembre de 2013 en Wayback Machine. | Manchester United | Cardiff City Stadium | 24 de noviembre | 16:00 |
| West Bromwich Albion | 2 - 2 Archivado el 28 de noviembre de 2013 en Wayback Machine. | Aston Villa       | The Hawthorns        | 25 de noviembre | 20:00 |

| Aston Villa       | 0 - 0 Archivado el 30 de noviembre de 2013 en Wayback Machine.                                          | Sunderland           | Villa Park           | 30 de noviembre | 15:00 |
| Cardiff City      | 0 - 3 Archivado el 30 de noviembre de 2013 en Wayback Machine.                                          | Arsenal              | Cardiff City Stadium | 30 de noviembre | 15:00 |
| Everton           | 4 - 0 Archivado el 30 de noviembre de 2013 en Wayback Machine.                                          | Stoke City           | Goodison Park        | 30 de noviembre | 15:00 |
| Norwich City      | 1 - 0 Archivado el 30 de noviembre de 2013 en Wayback Machine.                                          | Crystal Palace       | Carrow Road          | 30 de noviembre | 15:00 |
| West Ham United   | 3 - 0 (enlace roto disponible en Internet Archive; véase el historial, la primera versión y la última). | Fulham               | Boleyn Ground        | 30 de noviembre | 15:00 |
| Newcastle United  | 2 - 1 Archivado el 30 de noviembre de 2013 en Wayback Machine.                                          | West Bromwich Albion | St James' Park       | 30 de noviembre | 17:30 |
| Tottenham Hotspur | 2 - 2 Archivado el 28 de noviembre de 2013 en Wayback Machine.                                          | Manchester United    | White Hart Lane      | 1 de diciembre  | 12:00 |
| Hull City         | 3 - 1 Archivado el 1 de diciembre de 2013 en Wayback Machine.                                           | Liverpool            | KC Stadium           | 1 de diciembre  | 14:05 |
| Chelsea           | 3 - 1 Archivado el 1 de diciembre de 2013 en Wayback Machine.                                           | Southampton          | Stamford Bridge      | 1 de diciembre  | 16:10 |
| Manchester City   | 3 - 0 Archivado el 1 de diciembre de 2013 en Wayback Machine.                                           | Swansea City         | Etihad Stadium       | 1 de diciembre  | 16:10 |

| Crystal Palace       | 1 - 0 (enlace roto disponible en Internet Archive; véase el historial, la primera versión y la última). | West Ham United   | Selhurst Park     | 3 de diciembre | 20:00 |
| Arsenal              | 2 - 0 Archivado el 5 de diciembre de 2013 en Wayback Machine.                                           | Hull City         | Emirates Stadium  | 4 de diciembre | 19:45 |
| Liverpool            | 5 - 1 Archivado el 5 de diciembre de 2013 en Wayback Machine.                                           | Norwich City      | Anfield           | 4 de diciembre | 19:45 |
| Manchester United    | 0 - 1 Archivado el 5 de diciembre de 2013 en Wayback Machine.                                           | Everton           | Old Trafford      | 4 de diciembre | 19:45 |
| Southampton          | 2 - 3 (enlace roto disponible en Internet Archive; véase el historial, la primera versión y la última). | Aston Villa       | St Mary's Stadium | 4 de diciembre | 19:45 |
| Swansea City         | 3 - 0 Archivado el 4 de diciembre de 2013 en Wayback Machine.                                           | Newcastle         | Liberty Stadium   | 4 de diciembre | 19:45 |
| Stoke City           | 0 - 0 Archivado el 10 de diciembre de 2013 en Wayback Machine.                                          | Cardiff City      | Britannia Stadium | 4 de diciembre | 19:45 |
| Sunderland           | 3 - 4 Archivado el 5 de diciembre de 2013 en Wayback Machine.                                           | Chelsea           | Stadium of Light  | 4 de diciembre | 19:45 |
| Fulham               | 1 - 2 Archivado el 5 de diciembre de 2013 en Wayback Machine.                                           | Tottenham Hotspur | Craven Cottage    | 4 de diciembre | 20:00 |
| West Bromwich Albion | 2 - 3 Archivado el 5 de diciembre de 2013 en Wayback Machine.                                           | Manchester City   | The Hawthorns     | 4 de diciembre | 20:00 |

| Manchester United    | 0 - 1 Archivado el 7 de diciembre de 2013 en Wayback Machine.                                           | Newcastle United  | Old Trafford      | 7 de diciembre | 12:45 |
| Crystal Palace       | 2 - 0 Archivado el 10 de diciembre de 2013 en Wayback Machine.                                          | Cardiff City      | Selhurst Park     | 7 de diciembre | 15:00 |
| Liverpool            | 4 - 1 (enlace roto disponible en Internet Archive; véase el historial, la primera versión y la última). | West Ham United   | Anfield           | 7 de diciembre | 15:00 |
| Southampton          | 1 - 1 Archivado el 7 de diciembre de 2013 en Wayback Machine.                                           | Manchester City   | St Mary's Stadium | 7 de diciembre | 15:00 |
| Stoke City           | 3 - 2 Archivado el 7 de diciembre de 2013 en Wayback Machine.                                           | Chelsea           | Britannia Stadium | 7 de diciembre | 15:00 |
| West Bromwich Albion | 0 - 2 Archivado el 7 de diciembre de 2013 en Wayback Machine.                                           | Norwich           | The Hawthorns     | 7 de diciembre | 15:00 |
| Sunderland           | 1 - 2 Archivado el 7 de diciembre de 2013 en Wayback Machine.                                           | Tottenham Hotspur | Stadium of Light  | 7 de diciembre | 17:30 |
| Fulham               | 2 - 0 Archivado el 8 de diciembre de 2013 en Wayback Machine.                                           | Aston Villa       | Craven Cottage    | 8 de diciembre | 13:30 |
| Arsenal              | 1 - 1 Archivado el 8 de diciembre de 2013 en Wayback Machine.                                           | Everton           | Emirates Stadium  | 8 de diciembre | 16:00 |
| Swansea City         | 1 - 1 Archivado el 8 de diciembre de 2013 en Wayback Machine.                                           | Hull City         | Liberty Stadium   | 9 de diciembre | 20:00 |

| Manchester City   | 6 - 3 Archivado el 14 de diciembre de 2013 en Wayback Machine. | Arsenal              | Etihad Stadium       | 14 de diciembre | 12:45 |
| Cardiff City      | 1 - 0 Archivado el 14 de diciembre de 2013 en Wayback Machine. | West Bromwich Albion | Cardiff City Stadium | 14 de diciembre | 15:00 |
| Chelsea           | 2 - 1 Archivado el 14 de diciembre de 2013 en Wayback Machine. | Crystal Palace       | Stamford Bridge      | 14 de diciembre | 15:00 |
| Everton           | 4 - 1 Archivado el 14 de diciembre de 2013 en Wayback Machine. | Fulham               | Goodison Park        | 14 de diciembre | 15:00 |
| Newcastle United  | 1 - 1 Archivado el 14 de diciembre de 2013 en Wayback Machine. | Southampton          | St James' Park       | 14 de diciembre | 15:00 |
| West Ham United   | 0 - 0 Archivado el 14 de diciembre de 2013 en Wayback Machine. | Sunderland           | Boleyn Ground        | 14 de diciembre | 15:00 |
| Hull City         | 0 - 0 Archivado el 14 de diciembre de 2013 en Wayback Machine. | Stoke City           | KC Stadium           | 14 de diciembre | 17:30 |
| Aston Villa       | 0 - 3 Archivado el 15 de diciembre de 2013 en Wayback Machine. | Manchester United    | Villa Park           | 15 de diciembre | 13:30 |
| Norwich City      | 1 - 1 Archivado el 15 de diciembre de 2013 en Wayback Machine. | Swansea City         | Carrow Road          | 15 de diciembre | 13:30 |
| Tottenham Hotspur | 0 - 5 Archivado el 15 de diciembre de 2013 en Wayback Machine. | Liverpool            | White Hart Lane      | 15 de diciembre | 16:00 |

| Liverpool            | 3 - 1 Archivado el 20 de diciembre de 2013 en Wayback Machine.                                          | Cardiff City      | Anfield           | 21 de diciembre | 12:45 |
| Crystal Palace       | 0 - 3 (enlace roto disponible en Internet Archive; véase el historial, la primera versión y la última). | Newcastle United  | Selhurst Park     | 21 de diciembre | 15:00 |
| Fulham               | 2 - 4 Archivado el 21 de diciembre de 2013 en Wayback Machine.                                          | Manchester City   | Craven Cottage    | 21 de diciembre | 15:00 |
| Manchester United    | 3 - 1 Archivado el 21 de diciembre de 2013 en Wayback Machine.                                          | West Ham United   | Old Trafford      | 21 de diciembre | 15:00 |
| Stoke City           | 2 - 1 Archivado el 21 de diciembre de 2013 en Wayback Machine.                                          | Aston Villa       | Britannia Stadium | 21 de diciembre | 15:00 |
| Sunderland           | 0 - 0 Archivado el 21 de diciembre de 2013 en Wayback Machine.                                          | Norwich           | Stadium of Light  | 21 de diciembre | 15:00 |
| West Bromwich Albion | 1 - 1 (enlace roto disponible en Internet Archive; véase el historial, la primera versión y la última). | Hull City         | The Hawthorns     | 21 de diciembre | 15:00 |
| Southampton          | 2 - 3 Archivado el 21 de diciembre de 2013 en Wayback Machine.                                          | Tottenham Hotspur | St Mary's Stadium | 22 de diciembre | 13:30 |
| Swansea City         | 1 - 2 Archivado el 22 de diciembre de 2013 en Wayback Machine.                                          | Everton           | Liberty Stadium   | 22 de diciembre | 16:00 |
| Arsenal              | 0 - 0 Archivado el 22 de diciembre de 2013 en Wayback Machine.                                          | Chelsea           | Emirates Stadium  | 23 de diciembre | 20:00 |

| Hull City         | 2 - 3 Archivado el 22 de diciembre de 2013 en Wayback Machine.                                          | Manchester United    | KC Stadium           | 26 de diciembre | 12:45 |
| Aston Villa       | 0 - 1 Archivado el 26 de diciembre de 2013 en Wayback Machine.                                          | Crystal Palace       | Villa Park           | 26 de diciembre | 15:00 |
| Cardiff City      | 0 - 3 (enlace roto disponible en Internet Archive; véase el historial, la primera versión y la última). | Southampton          | Cardiff City Stadium | 26 de diciembre | 15:00 |
| Chelsea           | 1 - 0 Archivado el 26 de diciembre de 2013 en Wayback Machine.                                          | Swansea City         | Stamford Bridge      | 26 de diciembre | 15:00 |
| Everton           | 0 - 1 Archivado el 26 de diciembre de 2013 en Wayback Machine.                                          | Sunderland           | Goodison Park        | 26 de diciembre | 15:00 |
| Newcastle United  | 5 - 1 Archivado el 26 de diciembre de 2013 en Wayback Machine.                                          | Stoke City           | St James' Park       | 26 de diciembre | 15:00 |
| Norwich City      | 1 - 2 Archivado el 26 de diciembre de 2013 en Wayback Machine.                                          | Fulham               | Carrow Road          | 26 de diciembre | 15:00 |
| Tottenham Hotspur | 1 - 1 (enlace roto disponible en Internet Archive; véase el historial, la primera versión y la última). | West Bromwich Albion | White Hart Lane      | 26 de diciembre | 15:00 |
| West Ham United   | 1 - 3 Archivado el 26 de diciembre de 2013 en Wayback Machine.                                          | Arsenal              | Boleyn Ground        | 26 de diciembre | 15:00 |
| Manchester City   | 2 - 1 Archivado el 26 de diciembre de 2013 en Wayback Machine.                                          | Liverpool            | Etihad Stadium       | 26 de diciembre | 17:30 |

| West Ham United   | 3 - 3 Archivado el 28 de diciembre de 2013 en Wayback Machine.                                          | West Bromwich Albion | Boleyn Ground        | 28 de diciembre | 12:45 |
| Aston Villa       | 1 - 1 Archivado el 28 de diciembre de 2013 en Wayback Machine.                                          | Swansea City         | Villa Park           | 28 de diciembre | 15:00 |
| Hull City         | 6 - 0 Archivado el 28 de diciembre de 2013 en Wayback Machine.                                          | Fulham               | KC Stadium           | 28 de diciembre | 15:00 |
| Manchester City   | 1 - 0 Archivado el 28 de diciembre de 2013 en Wayback Machine.                                          | Crystal Palace       | Etihad Stadium       | 28 de diciembre | 15:00 |
| Norwich City      | 0 - 1 Archivado el 29 de diciembre de 2013 en Wayback Machine.                                          | Manchester United    | Carrow Road          | 28 de diciembre | 15:00 |
| Cardiff City      | 2 - 2 Archivado el 29 de diciembre de 2013 en Wayback Machine.                                          | Sunderland           | Cardiff City Stadium | 28 de diciembre | 17:30 |
| Everton           | 2 - 1 Archivado el 29 de diciembre de 2013 en Wayback Machine.                                          | Southampton          | Goodison Park        | 29 de diciembre | 13:30 |
| Newcastle United  | 0 - 1 (enlace roto disponible en Internet Archive; véase el historial, la primera versión y la última). | Arsenal              | St James' Park       | 29 de diciembre | 13:30 |
| Chelsea           | 2 - 1 Archivado el 29 de diciembre de 2013 en Wayback Machine.                                          | Liverpool            | Stamford Bridge      | 29 de diciembre | 16:00 |
| Tottenham Hotspur | 3 - 0 Archivado el 29 de diciembre de 2013 en Wayback Machine.                                          | Stoke City           | White Hart Lane      | 29 de diciembre | 16:00 |

### Segunda vuelta
| Swansea City         | 2 - 3 Archivado el 1 de enero de 2014 en Wayback Machine. | Manchester City   | Liberty Stadium   | 1 de enero | 12:45 |
| Arsenal              | 2 - 0 Archivado el 2 de enero de 2014 en Wayback Machine. | Cardiff City      | Emirates Stadium  | 1 de enero | 15:00 |
| Crystal Palace       | 1 - 1 Archivado el 2 de enero de 2014 en Wayback Machine. | Norwich City      | Selhurst Park     | 1 de enero | 15:00 |
| Fulham               | 2 - 1 Archivado el 2 de enero de 2014 en Wayback Machine. | West Ham United   | Craven Cottage    | 1 de enero | 15:00 |
| Liverpool            | 2 - 0 Archivado el 2 de enero de 2014 en Wayback Machine. | Hull City         | Anfield           | 1 de enero | 15:00 |
| Southampton          | 0 - 3 Archivado el 2 de enero de 2014 en Wayback Machine. | Chelsea           | St Mary's Stadium | 1 de enero | 15:00 |
| Stoke City           | 1 - 1 Archivado el 2 de enero de 2014 en Wayback Machine. | Everton           | Britannia Stadium | 1 de enero | 15:00 |
| Sunderland           | 0 - 1 Archivado el 2 de enero de 2014 en Wayback Machine. | Aston Villa       | Stadium of Light  | 1 de enero | 15:00 |
| West Bromwich Albion | 1 - 0 Archivado el 2 de enero de 2014 en Wayback Machine. | Newcastle United  | The Hawthorns     | 1 de enero | 15:00 |
| Manchester United    | 1 - 2 Archivado el 2 de enero de 2014 en Wayback Machine. | Tottenham Hotspur | Old Trafford      | 1 de enero | 17:30 |

| Hull City         | 0 - 2 Archivado el 10 de enero de 2014 en Wayback Machine.                                              | Chelsea              | KC Stadium           | 11 de enero | 12:45 |
| Cardiff City      | 0 - 2 Archivado el 10 de enero de 2014 en Wayback Machine.                                              | West Ham United      | Cardiff City Stadium | 11 de enero | 15:00 |
| Everton           | 2 - 0 Archivado el 11 de enero de 2014 en Wayback Machine.                                              | Norwich City         | Goodison Park        | 11 de enero | 15:00 |
| Fulham            | 1 - 4 (enlace roto disponible en Internet Archive; véase el historial, la primera versión y la última). | Sunderland           | Craven Cottage       | 11 de enero | 15:00 |
| Southampton       | 1 - 0 (enlace roto disponible en Internet Archive; véase el historial, la primera versión y la última). | West Bromwich Albion | St Mary's Stadium    | 11 de enero | 15:00 |
| Tottenham Hotspur | 2 - 0 Archivado el 11 de enero de 2014 en Wayback Machine.                                              | Crystal Palace       | White Hart Lane      | 11 de enero | 15:00 |
| Manchester United | 2 - 0 Archivado el 11 de enero de 2014 en Wayback Machine.                                              | Swansea City         | Old Trafford         | 11 de enero | 17:30 |
| Newcastle United  | 0 - 2 Archivado el 11 de enero de 2014 en Wayback Machine.                                              | Manchester City      | St James' Park       | 12 de enero | 14:05 |
| Stoke City        | 3 - 5 Archivado el 11 de enero de 2014 en Wayback Machine.                                              | Liverpool            | Britannia Stadium    | 12 de enero | 16:10 |
| Aston Villa       | 1 - 2 Archivado el 11 de enero de 2014 en Wayback Machine.                                              | Arsenal              | Villa Park           | 13 de enero | 20:00 |

| Sunderland           | 2 - 2 Archivado el 18 de enero de 2014 en Wayback Machine.                                              | Southampton       | Stadium of Light | 18 de enero | 12:45 |
| Arsenal              | 2 - 0 Archivado el 18 de enero de 2014 en Wayback Machine.                                              | Fulham            | Emirates Stadium | 18 de enero | 15:00 |
| Crystal Palace       | 1 - 0 Archivado el 18 de enero de 2014 en Wayback Machine.                                              | Stoke City        | Selhurst Park    | 18 de enero | 15:00 |
| Manchester City      | 4 - 2 Archivado el 21 de enero de 2014 en Wayback Machine.                                              | Cardiff City      | Etihad Stadium   | 18 de enero | 15:00 |
| Norwich City         | 1 - 0 Archivado el 18 de enero de 2014 en Wayback Machine.                                              | Hull City         | Carrow Road      | 18 de enero | 15:00 |
| West Ham United      | 1 - 3 Archivado el 18 de enero de 2014 en Wayback Machine.                                              | Newcastle United  | Boleyn Ground    | 18 de enero | 15:00 |
| Liverpool            | 2 - 2 Archivado el 18 de enero de 2014 en Wayback Machine.                                              | Aston Villa       | Anfield          | 18 de enero | 17:30 |
| Swansea City         | 1 - 3 (enlace roto disponible en Internet Archive; véase el historial, la primera versión y la última). | Tottenham Hotspur | Liberty Stadium  | 19 de enero | 13:30 |
| Chelsea              | 3 - 1 Archivado el 18 de enero de 2014 en Wayback Machine.                                              | Manchester United | Stamford Bridge  | 19 de enero | 16:00 |
| West Bromwich Albion | 1 - 1 Archivado el 18 de enero de 2014 en Wayback Machine.                                              | Everton           | The Hawthorns    | 20 de enero | 20:00 |

| Manchester United | 2 - 0 Archivado el 22 de enero de 2014 en Wayback Machine.                                              | Cardiff City         | Old Trafford      | 28 de enero | 19:45 |
| Norwich City      | 0 - 0 Archivado el 25 de enero de 2014 en Wayback Machine.                                              | Newcastle United     | Carrow Road       | 28 de enero | 19:45 |
| Southampton       | 2 - 2 (enlace roto disponible en Internet Archive; véase el historial, la primera versión y la última). | Arsenal              | St Mary's Stadium | 28 de enero | 19:45 |
| Swansea City      | 2 - 0 Archivado el 25 de febrero de 2014 en Wayback Machine.                                            | Fulham               | Liberty Stadium   | 28 de enero | 19:45 |
| Crystal Palace    | 1 - 0 Archivado el 29 de enero de 2014 en Wayback Machine.                                              | Hull City            | Selhurst Park     | 28 de enero | 20:00 |
| Liverpool         | 4 - 0 (enlace roto disponible en Internet Archive; véase el historial, la primera versión y la última). | Everton              | Anfield           | 28 de enero | 20:00 |
| Aston Villa       | 4 - 3 Archivado el 25 de enero de 2014 en Wayback Machine.                                              | West Bromwich Albion | Villa Park        | 29 de enero | 19:45 |
| Chelsea           | 0 - 0 Archivado el 23 de enero de 2014 en Wayback Machine.                                              | West Ham United      | Stamford Bridge   | 29 de enero | 19:45 |
| Sunderland        | 1 - 0 Archivado el 30 de enero de 2014 en Wayback Machine.                                              | Stoke City           | Stadium of Light  | 29 de enero | 19:45 |
| Tottenham Hotspur | 1 - 5 Archivado el 23 de enero de 2014 en Wayback Machine.                                              | Manchester City      | White Hart Lane   | 29 de enero | 19:45 |

| Newcastle United     | 0 - 3 (enlace roto disponible en Internet Archive; véase el historial, la primera versión y la última). | Sunderland        | St James' Park       | 1 de febrero | 12:45 |
| West Ham United      | 2 - 0 Archivado el 9 de febrero de 2014 en Wayback Machine.                                             | Swansea City      | Boleyn Ground        | 1 de febrero | 12:45 |
| Cardiff City         | 2 - 1 Archivado el 22 de enero de 2014 en Wayback Machine.                                              | Norwich City      | Cardiff City Stadium | 1 de febrero | 15:00 |
| Everton              | 2 - 1 Archivado el 9 de febrero de 2014 en Wayback Machine.                                             | Aston Villa       | Goodison Park        | 1 de febrero | 15:00 |
| Fulham               | 0 - 3 (enlace roto disponible en Internet Archive; véase el historial, la primera versión y la última). | Southampton       | Craven Cottage       | 1 de febrero | 15:00 |
| Hull City            | 1 - 1 Archivado el 9 de febrero de 2014 en Wayback Machine.                                             | Tottenham Hotspur | KC Stadium           | 1 de febrero | 15:00 |
| Stoke City           | 2 - 1 Archivado el 22 de enero de 2014 en Wayback Machine.                                              | Manchester United | Britannia Stadium    | 1 de febrero | 15:00 |
| West Bromwich Albion | 1 - 1 (enlace roto disponible en Internet Archive; véase el historial, la primera versión y la última). | Liverpool         | The Hawthorns        | 2 de febrero | 13:30 |
| Arsenal              | 2 - 0 Archivado el 22 de enero de 2014 en Wayback Machine.                                              | Crystal Palace    | Emirates Stadium     | 2 de febrero | 16:00 |
| Manchester City      | 0 - 1 Archivado el 9 de febrero de 2014 en Wayback Machine.                                             | Chelsea           | Etihad Stadium       | 3 de febrero | 20:00 |

| Liverpool         | 5 - 1 (enlace roto disponible en Internet Archive; véase el historial, la primera versión y la última). | Arsenal              | Anfield           | 8 de febrero | 12:45 |
| Aston Villa       | 0 - 2 Archivado el 31 de enero de 2014 en Wayback Machine.                                              | West Ham United      | Villa Park        | 8 de febrero | 15:00 |
| Chelsea           | 3 - 0 Archivado el 9 de febrero de 2014 en Wayback Machine.                                             | Newcastle United     | Stamford Bridge   | 8 de febrero | 15:00 |
| Crystal Palace    | 3 - 1 Archivado el 31 de enero de 2014 en Wayback Machine.                                              | West Bromwich Albion | Selhurst Park     | 8 de febrero | 15:00 |
| Norwich City      | 0 - 0 Archivado el 31 de enero de 2014 en Wayback Machine.                                              | Manchester City      | Carrow Road       | 8 de febrero | 15:00 |
| Southampton       | 2 - 2 Archivado el 31 de enero de 2014 en Wayback Machine.                                              | Stoke City           | St Mary's Stadium | 8 de febrero | 15:00 |
| Sunderland        | 0 - 2 Archivado el 31 de enero de 2014 en Wayback Machine.                                              | Hull City            | Stadium of Light  | 8 de febrero | 15:00 |
| Swansea City      | 3 - 0 Archivado el 9 de febrero de 2014 en Wayback Machine.                                             | Cardiff City         | Liberty Stadium   | 8 de febrero | 17:30 |
| Tottenham Hotspur | 1 - 0 Archivado el 9 de febrero de 2014 en Wayback Machine.                                             | Everton              | White Hart Lane   | 9 de febrero | 13:30 |
| Manchester United | 2 - 2 (enlace roto disponible en Internet Archive; véase el historial, la primera versión y la última). | Fulham               | Old Trafford      | 9 de febrero | 16:00 |

| Cardiff City         | 0 - 0 Archivado el 9 de febrero de 2014 en Wayback Machine. | Aston Villa       | Cardiff City Stadium | 11 de febrero | 19:45 |
| Hull City            | 0 - 1 Archivado el 9 de febrero de 2014 en Wayback Machine. | Southampton       | KC Stadium           | 11 de febrero | 19:45 |
| West Ham United      | 2 - 0 Archivado el 9 de febrero de 2014 en Wayback Machine. | Norwich City      | Boleyn Ground        | 11 de febrero | 19:45 |
| West Bromwich Albion | 1 - 1 Archivado el 9 de febrero de 2014 en Wayback Machine. | Chelsea           | The Hawthorns        | 11 de febrero | 20:00 |
| Arsenal              | 0 - 0 Archivado el 9 de febrero de 2014 en Wayback Machine. | Manchester United | Emirates Stadium     | 12 de febrero | 19:45 |
| Newcastle United     | 0 - 4 Archivado el 9 de febrero de 2014 en Wayback Machine. | Tottenham Hotspur | St James' Park       | 12 de febrero | 19:45 |
| Stoke City           | 1 - 1 Archivado el 9 de febrero de 2014 en Wayback Machine. | Swansea City      | Britannia Stadium    | 12 de febrero | 20:00 |
| Fulham               | 2 - 3 Archivado el 9 de febrero de 2014 en Wayback Machine. | Liverpool         | Craven Cottage       | 12 de febrero | 20:00 |
| Everton              | 2 - 3 Archivado el 2 de marzo de 2014 en Wayback Machine.   | Crystal Palace    | Goodison Park        | 16 de abril   | 19:45 |
| Manchester City      | 2 - 2 Archivado el 2 de marzo de 2014 en Wayback Machine.   | Sunderland        | Etihad Stadium       | 16 de abril   | 19:45 |

| Chelsea              | 1 - 0 Archivado el 2 de marzo de 2014 en Wayback Machine.                                               | Everton           | Stamford Bridge      | 22 de febrero | 12:45 |
| Arsenal              | 4 - 1 Archivado el 2 de marzo de 2014 en Wayback Machine.                                               | Sunderland        | Emirates Stadium     | 22 de febrero | 15:00 |
| Cardiff City         | 0 - 4 Archivado el 2 de marzo de 2014 en Wayback Machine.                                               | Hull City         | Cardiff City Stadium | 22 de febrero | 15:00 |
| Manchester City      | 1 - 0 Archivado el 2 de marzo de 2014 en Wayback Machine.                                               | Stoke City        | Etihad Stadium       | 22 de febrero | 15:00 |
| West Bromwich Albion | 1 - 1 Archivado el 2 de marzo de 2014 en Wayback Machine.                                               | Fulham            | The Hawthorns        | 22 de febrero | 15:00 |
| West Ham United      | 3 - 1 Archivado el 2 de marzo de 2014 en Wayback Machine.                                               | Southampton       | Boleyn Ground        | 22 de febrero | 15:00 |
| Crystal Palace       | 0 - 2 (enlace roto disponible en Internet Archive; véase el historial, la primera versión y la última). | Manchester United | Selhurst Park        | 22 de febrero | 17:30 |
| Liverpool            | 4 - 3 Archivado el 2 de marzo de 2014 en Wayback Machine.                                               | Swansea City      | Anfield              | 23 de febrero | 13:30 |
| Newcastle United     | 1 - 0 Archivado el 2 de marzo de 2014 en Wayback Machine.                                               | Aston Villa       | St James' Park       | 23 de febrero | 13:30 |
| Norwich City         | 1 - 0 Archivado el 2 de marzo de 2014 en Wayback Machine.                                               | Tottenham Hotspur | Carrow Road          | 23 de febrero | 16:00 |

| Everton           | 1 - 0 Archivado el 3 de marzo de 2014 en Wayback Machine.                                               | West Ham United      | Goodison Park     | 1 de marzo  | 15:00 |
| Fulham            | 1 - 3 Archivado el 2 de marzo de 2014 en Wayback Machine.                                               | Chelsea              | Craven Cottage    | 1 de marzo  | 15:00 |
| Hull City         | 1 - 4 Archivado el 4 de marzo de 2014 en Wayback Machine.                                               | Newcastle United     | KC Stadium        | 1 de marzo  | 15:00 |
| Stoke City        | 1 - 0 Archivado el 2 de marzo de 2014 en Wayback Machine.                                               | Arsenal              | Britannia Stadium | 1 de marzo  | 15:00 |
| Southampton       | 0 - 3 Archivado el 2 de marzo de 2014 en Wayback Machine.                                               | Liverpool            | St Mary's Stadium | 1 de marzo  | 17:30 |
| Aston Villa       | 4 - 1 (enlace roto disponible en Internet Archive; véase el historial, la primera versión y la última). | Norwich City         | Villa Park        | 2 de marzo  | 16:30 |
| Swansea City      | 1 - 1 Archivado el 6 de marzo de 2014 en Wayback Machine.                                               | Crystal Palace       | Liberty Stadium   | 2 de marzo  | 16:30 |
| Tottenham Hotspur | 1 - 0 Archivado el 5 de marzo de 2014 en Wayback Machine.                                               | Cardiff City         | White Hart Lane   | 2 de marzo  | 16:30 |
| Manchester United | 0 - 3 Archivado el 14 de marzo de 2014 en Wayback Machine.                                              | Manchester City      | Old Trafford      | 25 de marzo | 19:45 |
| Sunderland        | 2 - 0 Archivado el 7 de abril de 2014 en Wayback Machine.                                               | West Bromwich Albion | Stadium of Light  | 7 de mayo   | 19:45 |

| West Bromwich Albion | 0 - 3 Archivado el 3 de marzo de 2014 en Wayback Machine.                                               | Manchester United | The Hawthorns        | 8 de marzo  | 12:45 |
| Cardiff City         | 3 - 1 Archivado el 29 de enero de 2014 en Wayback Machine.                                              | Fulham            | Cardiff City Stadium | 8 de marzo  | 15:00 |
| Crystal Palace       | 0 - 1 Archivado el 11 de marzo de 2014 en Wayback Machine.                                              | Southampton       | Selhurst Park        | 8 de marzo  | 15:00 |
| Norwich City         | 1 - 1 Archivado el 11 de marzo de 2014 en Wayback Machine.                                              | Stoke City        | Carrow Road          | 8 de marzo  | 15:00 |
| Chelsea              | 4 - 0 Archivado el 8 de marzo de 2014 en Wayback Machine.                                               | Tottenham Hotspur | Stamford Bridge      | 8 de marzo  | 17:30 |
| Arsenal              | 2 - 2 Archivado el 26 de marzo de 2014 en Wayback Machine.                                              | Swansea City      | Emirates Stadium     | 25 de marzo | 19:45 |
| Newcastle United     | 0 - 3 Archivado el 27 de marzo de 2014 en Wayback Machine.                                              | Everton           | St James' Park       | 25 de marzo | 19:45 |
| West Ham United      | 2 - 1 (enlace roto disponible en Internet Archive; véase el historial, la primera versión y la última). | Hull City         | Boleyn Ground        | 26 de marzo | 19:45 |
| Liverpool            | 2 - 1 Archivado el 12 de abril de 2014 en Wayback Machine.                                              | Sunderland        | Anfield              | 26 de marzo | 20:00 |
| Manchester City      | 4 - 0 Archivado el 15 de abril de 2014 en Wayback Machine.                                              | Aston Villa       | Etihad Stadium       | 7 de mayo   | 19:45 |

| Hull City         | 0 - 2 (enlace roto disponible en Internet Archive; véase el historial, la primera versión y la última). | Manchester City      | KC Stadium        | 15 de marzo | 12:45 |
| Everton           | 2 - 1 Archivado el 11 de marzo de 2014 en Wayback Machine.                                              | Cardiff City         | Goodison Park     | 15 de marzo | 15:00 |
| Fulham            | 1 - 0 Archivado el 11 de marzo de 2014 en Wayback Machine.                                              | Newcastle United     | Craven Cottage    | 15 de marzo | 15:00 |
| Southampton       | 4 - 2 Archivado el 11 de marzo de 2014 en Wayback Machine.                                              | Norwich City         | St Mary's Stadium | 15 de marzo | 15:00 |
| Stoke City        | 3 - 1 Archivado el 11 de marzo de 2014 en Wayback Machine.                                              | West Ham United      | Britannia Stadium | 15 de marzo | 15:00 |
| Sunderland        | 0 - 0 Archivado el 9 de marzo de 2014 en Wayback Machine.                                               | Crystal Palace       | Stadium of Light  | 15 de marzo | 15:00 |
| Swansea City      | 1 - 2 Archivado el 5 de marzo de 2014 en Wayback Machine.                                               | West Bromwich Albion | Liberty Stadium   | 15 de marzo | 15:00 |
| Aston Villa       | 1 - 0 (enlace roto disponible en Internet Archive; véase el historial, la primera versión y la última). | Chelsea              | Villa Park        | 15 de marzo | 17:30 |
| Manchester United | 0 - 3 (enlace roto disponible en Internet Archive; véase el historial, la primera versión y la última). | Liverpool            | Old Trafford      | 16 de marzo | 13:30 |
| Tottenham Hotspur | 0 - 1 Archivado el 5 de marzo de 2014 en Wayback Machine.                                               | Arsenal              | White Hart Lane   | 16 de marzo | 16:00 |

| Chelsea           | 6 - 0 Archivado el 27 de septiembre de 2015 en Wayback Machine.                                         | Arsenal              | Stamford Bridge      | 22 de marzo | 12:45 |
| Cardiff City      | 3 - 6 (enlace roto disponible en Internet Archive; véase el historial, la primera versión y la última). | Liverpool            | Cardiff City Stadium | 22 de marzo | 15:00 |
| Everton           | 3 - 2 Archivado el 24 de marzo de 2014 en Wayback Machine.                                              | Swansea City         | Goodison Park        | 22 de marzo | 15:00 |
| Hull City         | 2 - 0 Archivado el 24 de marzo de 2014 en Wayback Machine.                                              | West Bromwich Albion | KC Stadium           | 22 de marzo | 15:00 |
| Manchester City   | 5 - 0 Archivado el 20 de marzo de 2014 en Wayback Machine.                                              | Fulham               | Etihad Stadium       | 22 de marzo | 15:00 |
| Newcastle United  | 1 - 0 Archivado el 24 de marzo de 2014 en Wayback Machine.                                              | Crystal Palace       | St James' Park       | 22 de marzo | 15:00 |
| Norwich City      | 2 - 0 Archivado el 24 de marzo de 2014 en Wayback Machine.                                              | Sunderland           | Carrow Road          | 22 de marzo | 15:00 |
| West Ham United   | 0 - 2 (enlace roto disponible en Internet Archive; véase el historial, la primera versión y la última). | Manchester United    | Boleyn Ground        | 22 de marzo | 17:30 |
| Tottenham Hotspur | 3 - 2 Archivado el 20 de marzo de 2014 en Wayback Machine.                                              | Southampton          | White Hart Lane      | 23 de marzo | 13:30 |
| Aston Villa       | 1 - 4 Archivado el 24 de marzo de 2014 en Wayback Machine.                                              | Stoke City           | Villa Park           | 23 de marzo | 16:00 |

| Manchester United    | 4 - 1 Archivado el 30 de marzo de 2014 en Wayback Machine.                                              | Aston Villa       | Old Trafford      | 29 de marzo | 12:45 |
| Crystal Palace       | 1 - 0 (enlace roto disponible en Internet Archive; véase el historial, la primera versión y la última). | Chelsea           | Selhurst Park     | 29 de marzo | 15:00 |
| Southampton          | 4 - 0 (enlace roto disponible en Internet Archive; véase el historial, la primera versión y la última). | Newcastle United  | St Mary's Stadium | 29 de marzo | 15:00 |
| Stoke City           | 1 - 0 Archivado el 30 de marzo de 2014 en Wayback Machine.                                              | Hull City         | Britannia Stadium | 29 de marzo | 15:00 |
| Swansea City         | 3 - 0 Archivado el 30 de marzo de 2014 en Wayback Machine.                                              | Norwich City      | Liberty Stadium   | 29 de marzo | 15:00 |
| West Bromwich Albion | 3 - 3 Archivado el 25 de marzo de 2014 en Wayback Machine.                                              | Cardiff City      | The Hawthorns     | 29 de marzo | 15:00 |
| Arsenal              | 1 - 1 Archivado el 15 de abril de 2014 en Wayback Machine.                                              | Manchester City   | Emirates Stadium  | 29 de marzo | 17:30 |
| Fulham               | 1 - 3 Archivado el 25 de marzo de 2014 en Wayback Machine.                                              | Everton           | Craven Cottage    | 30 de marzo | 13:30 |
| Liverpool            | 4 - 0 Archivado el 25 de marzo de 2014 en Wayback Machine.                                              | Tottenham Hotspur | Anfield           | 30 de marzo | 16:00 |
| Sunderland           | 1 - 2 Archivado el 25 de marzo de 2014 en Wayback Machine.                                              | West Ham United   | Stadium of Light  | 31 de marzo | 20:00 |

| Manchester City   | 4 - 1 Archivado el 29 de marzo de 2014 en Wayback Machine. | Southampton          | Etihad Stadium       | 5 de abril | 12:45 |
| Cardiff City      | 0 - 3 Archivado el 1 de abril de 2014 en Wayback Machine.  | Crystal Palace       | Cardiff City Stadium | 5 de abril | 15:00 |
| Aston Villa       | 1 - 2 Archivado el 1 de abril de 2014 en Wayback Machine.  | Fulham               | Villa Park           | 5 de abril | 15:00 |
| Hull City         | 1 - 0 Archivado el 6 de abril de 2014 en Wayback Machine.  | Swansea City         | KC Stadium           | 5 de abril | 15:00 |
| Newcastle United  | 0 - 4 Archivado el 3 de abril de 2014 en Wayback Machine.  | Manchester United    | St James' Park       | 5 de abril | 15:00 |
| Norwich City      | 0 - 1 Archivado el 6 de abril de 2014 en Wayback Machine.  | West Bromwich Albion | Carrow Road          | 5 de abril | 15:00 |
| Chelsea           | 3 - 0 Archivado el 15 de abril de 2014 en Wayback Machine. | Stoke City           | Stamford Bridge      | 5 de abril | 17:30 |
| Everton           | 3 - 0 Archivado el 30 de marzo de 2014 en Wayback Machine. | Arsenal              | Goodison Park        | 6 de abril | 13:30 |
| West Ham United   | 1 - 2 Archivado el 4 de abril de 2014 en Wayback Machine.  | Liverpool            | Boleyn Ground        | 6 de abril | 16:00 |
| Tottenham Hotspur | 5 - 1 Archivado el 3 de abril de 2014 en Wayback Machine.  | Sunderland           | White Hart Lane      | 7 de abril | 20:00 |

| Crystal Palace       | 1 - 0 Archivado el 15 de abril de 2014 en Wayback Machine.                                              | Aston Villa       | Selhurst Park     | 12 de abril | 15:07 |
| Fulham               | 1 - 0 Archivado el 14 de abril de 2014 en Wayback Machine.                                              | Norwich City      | Craven Cottage    | 12 de abril | 15:07 |
| Southampton          | 0 - 1 Archivado el 14 de abril de 2014 en Wayback Machine.                                              | Cardiff City      | St Mary's Stadium | 12 de abril | 15:07 |
| Stoke City           | 1 - 0 (enlace roto disponible en Internet Archive; véase el historial, la primera versión y la última). | Newcastle United  | Britannia Stadium | 12 de abril | 15:07 |
| Sunderland           | 0 - 1 (enlace roto disponible en Internet Archive; véase el historial, la primera versión y la última). | Everton           | Stadium of Light  | 12 de abril | 15:07 |
| West Bromwich Albion | 3 - 3 Archivado el 14 de abril de 2014 en Wayback Machine.                                              | Tottenham Hotspur | The Hawthorns     | 12 de abril | 15:07 |
| Liverpool            | 3 - 2 Archivado el 15 de abril de 2014 en Wayback Machine.                                              | Manchester City   | Anfield           | 13 de abril | 13:37 |
| Swansea City         | 0 - 1 Archivado el 15 de abril de 2014 en Wayback Machine.                                              | Chelsea           | Liberty Stadium   | 13 de abril | 16:07 |
| Arsenal              | 3 - 1 Archivado el 15 de abril de 2014 en Wayback Machine.                                              | West Ham United   | Emirates Stadium  | 15 de abril | 19:45 |
| Manchester United    | 3 - 1 Archivado el 27 de abril de 2014 en Wayback Machine.                                              | Hull City         | Old Trafford      | 6 de mayo   | 19:45 |

| Tottenham Hotspur | 3 - 1 Archivado el 15 de abril de 2014 en Wayback Machine. | Fulham               | White Hart Lane      | 19 de abril | 12:45 |
| Cardiff City      | 1 - 1 Archivado el 15 de abril de 2014 en Wayback Machine. | Stoke City           | Cardiff City Stadium | 19 de abril | 15:00 |
| Aston Villa       | 0 - 0 Archivado el 15 de abril de 2014 en Wayback Machine. | Southampton          | Villa Park           | 19 de abril | 15:00 |
| Newcastle United  | 1 - 2 Archivado el 15 de abril de 2014 en Wayback Machine. | Swansea City         | St James' Park       | 19 de abril | 15:00 |
| West Ham United   | 0 - 1 Archivado el 15 de abril de 2014 en Wayback Machine. | Crystal Palace       | Boleyn Ground        | 19 de abril | 15:00 |
| Chelsea           | 1 - 2 Archivado el 17 de abril de 2014 en Wayback Machine. | Sunderland           | Stamford Bridge      | 19 de abril | 17:30 |
| Norwich City      | 2 - 3 Archivado el 19 de abril de 2014 en Wayback Machine. | Liverpool            | Carrow Road          | 20 de abril | 12:00 |
| Hull City         | 0 - 3 Archivado el 22 de abril de 2014 en Wayback Machine. | Arsenal              | KC Stadium           | 20 de abril | 14:05 |
| Everton           | 2 - 0 Archivado el 17 de abril de 2014 en Wayback Machine. | Manchester United    | Goodison Park        | 20 de abril | 16:10 |
| Manchester City   | 3 - 1 Archivado el 29 de marzo de 2014 en Wayback Machine. | West Bromwich Albion | Etihad Stadium       | 21 de abril | 20:00 |

| Southampton          | 2 - 0 Archivado el 24 de abril de 2014 en Wayback Machine.                                              | Everton           | St Mary's Stadium | 26 de abril | 12:45 |
| Fulham               | 2 - 2 (enlace roto disponible en Internet Archive; véase el historial, la primera versión y la última). | Hull City         | Craven Cottage    | 26 de abril | 15:00 |
| Stoke City           | 0 - 1 Archivado el 29 de abril de 2014 en Wayback Machine.                                              | Tottenham Hotspur | Britannia Stadium | 26 de abril | 15:00 |
| Swansea City         | 4 - 1 Archivado el 23 de abril de 2014 en Wayback Machine.                                              | Aston Villa       | Liberty Stadium   | 26 de abril | 15:00 |
| West Bromwich Albion | 1 - 0 Archivado el 26 de abril de 2014 en Wayback Machine.                                              | West Ham United   | The Hawthorns     | 26 de abril | 15:00 |
| Manchester United    | 4 - 0 Archivado el 2 de mayo de 2014 en Wayback Machine.                                                | Norwich City      | Old Trafford      | 26 de abril | 17:30 |
| Sunderland           | 4 - 0 Archivado el 2 de mayo de 2014 en Wayback Machine.                                                | Cardiff City      | Stadium of Light  | 27 de abril | 12:00 |
| Liverpool            | 0 - 2 Archivado el 24 de abril de 2014 en Wayback Machine.                                              | Chelsea           | Anfield           | 27 de abril | 14:05 |
| Crystal Palace       | 0 - 2 Archivado el 25 de abril de 2014 en Wayback Machine.                                              | Manchester City   | Selhurst Park     | 27 de abril | 16:10 |
| Arsenal              | 3 - 0 Archivado el 25 de abril de 2014 en Wayback Machine.                                              | Newcastle United  | Emirates Stadium  | 28 de abril | 20:00 |

| West Ham United   | 2 - 0 Archivado el 9 de enero de 2016 en Wayback Machine.  | Tottenham Hotspur    | Boleyn Ground     | 3 de mayo | 12:45 |
| Manchester United | 0 - 1 Archivado el 25 de abril de 2014 en Wayback Machine. | Sunderland           | Old Trafford      | 3 de mayo | 15:00 |
| Aston Villa       | 3 - 1 Archivado el 24 de abril de 2014 en Wayback Machine. | Hull City            | Villa Park        | 3 de mayo | 15:00 |
| Stoke City        | 4 - 1 Archivado el 25 de abril de 2014 en Wayback Machine. | Fulham               | Britannia Stadium | 3 de mayo | 15:00 |
| Newcastle United  | 3 - 0 Archivado el 25 de abril de 2014 en Wayback Machine. | Cardiff City         | St James' Park    | 3 de mayo | 15:00 |
| Swansea City      | 0 - 1 Archivado el 24 de abril de 2014 en Wayback Machine. | Southampton          | Liberty Stadium   | 3 de mayo | 15:00 |
| Everton           | 2 - 3 Archivado el 25 de abril de 2014 en Wayback Machine. | Manchester City      | Goodison Park     | 3 de mayo | 17:30 |
| Arsenal           | 1 - 0 Archivado el 24 de abril de 2014 en Wayback Machine. | West Bromwich Albion | Emirates Stadium  | 4 de mayo | 13:30 |
| Chelsea           | 0 - 0 Archivado el 24 de abril de 2014 en Wayback Machine. | Norwich City         | Stamford Bridge   | 4 de mayo | 16:00 |
| Crystal Palace    | 3 - 3 Archivado el 24 de abril de 2014 en Wayback Machine. | Liverpool            | Selhurst Park     | 5 de mayo | 20:00 |

| Cardiff City         | 1 - 2 Archivado el 27 de abril de 2014 en Wayback Machine. | Chelsea           | Cardiff City Stadium | 11 de mayo | 15:00 |
| Fulham               | 2 - 2 Archivado el 27 de abril de 2014 en Wayback Machine. | Crystal Palace    | Craven Cottage       | 11 de mayo | 15:00 |
| Hull City            | 0 - 2 Archivado el 27 de abril de 2014 en Wayback Machine. | Everton           | KC Stadium           | 11 de mayo | 15:00 |
| Liverpool            | 2 - 1 Archivado el 29 de abril de 2014 en Wayback Machine. | Newcastle United  | Anfield              | 11 de mayo | 15:00 |
| Manchester City (C)  | 2 - 0 Archivado el 29 de abril de 2014 en Wayback Machine. | West Ham United   | Etihad Stadium       | 11 de mayo | 15:00 |
| Norwich City         | 0 - 2 Archivado el 29 de abril de 2014 en Wayback Machine. | Arsenal           | Carrow Road          | 11 de mayo | 15:00 |
| Southampton          | 1 - 1 Archivado el 29 de abril de 2014 en Wayback Machine. | Manchester United | St Mary's Stadium    | 11 de mayo | 15:00 |
| Sunderland           | 1 - 3 Archivado el 4 de mayo de 2014 en Wayback Machine.   | Swansea City      | Stadium of Light     | 11 de mayo | 15:00 |
| Tottenham Hotspur    | 3 - 0 Archivado el 4 de mayo de 2014 en Wayback Machine.   | Aston Villa       | White Hart Lane      | 11 de mayo | 15:00 |
| West Bromwich Albion | 1 - 2 Archivado el 4 de mayo de 2014 en Wayback Machine.   | Stoke City        | The Hawthorns        | 11 de mayo | 15:00 |

## Estadísticas
| Luis Suárez                              | Liverpool         | 31 | 33 | 0,94 |
| Daniel Sturridge                         | Liverpool         | 21 | 29 | 0,72 |
| Yaya Touré                               | Manchester City   | 20 | 35 | 0,57 |
| Sergio Agüero                            | Manchester City   | 17 | 23 | 0,74 |
| Wayne Rooney                             | Manchester United | 17 | 29 | 0,59 |
| Edin Džeko                               | Manchester City   | 16 | 31 | 0,52 |
| Wilfried Bony                            | Swansea City      | 16 | 34 | 0,47 |
| Olivier Giroud                           | Arsenal           | 16 | 36 | 0,44 |
| Romelu Lukaku                            | Everton           | 15 | 31 | 0,48 |
| Jay Rodriguez                            | Southampton       | 15 | 33 | 0,45 |
| Loïc Rémy                                | Newcastle United  | 14 | 26 | 0,54 |
| Eden Hazard                              | Chelsea           | 14 | 35 | 0,40 |
| Steven Gerrard                           | Liverpool         | 13 | 34 | 0,38 |
| Rickie Lambert                           | Southampton       | 13 | 37 | 0,39 |
| Robin van Persie                         | Manchester United | 12 | 20 | 0,6  |
| Última actualización: 11 de mayo de 2014 |                   |    |    |      |

| Jugador             | Equipo               | Autogoles |
| ------------------- | -------------------- | --------- |
| Martin Škrtel       | Liverpool            | 4         |
| Phillip Bardsley    | Sunderland           | 2         |
| Fernando Amorebieta | Fulham               | 1         |
| James Chester       | Hull City            | 1         |
| Carlos Cuéllar      | Sunderland           | 1         |
| Mathieu Debuchy     | Newcastle United     | 1         |
| Guy Demel           | West Ham United      | 1         |
| Steven Fletcher     | Sunderland           | 1         |
| Danny Gabbidon      | Crystal Palace       | 1         |
| Jos Hooiveld        | Southampton          | 1         |
| Tim Howard          | Everton              | 1         |
| Aaron Hughes        | Fulham               | 1         |
| Bradley Johnson     | Norwich City         | 1         |
| Russell Martin      | Norwich City         | 1         |
| Vincent Kompany     | Manchester City      | 1         |
| Antonio Luna        | Aston Villa          | 1         |
| John O'Shea         | Sunderland           | 1         |
| Bryan Oviedo        | Everton              | 1         |
| Costel Pantilimon   | Manchester City      | 1         |
| Sandro              | Tottenham Hotspur    | 1         |
| Ryan Shawcross      | Stoke City           | 1         |
| Mike Williamson     | Newcastle United     | 1         |
| Chico Flores        | Swansea City         | 1         |
| Sascha Riether      | Fulham               | 1         |
| Mathieu Flamini     | Arsenal              | 1         |
| David Stockdale     | Fulham               | 1         |
| Younes Kaboul       | Tottenham Hotspur    | 1         |
| John Terry          | Chelsea              | 1         |
| Mikel Arteta        | Arsenal              | 1         |
| Glen Johnson        | Liverpool            | 1         |
| Wes Brown           | Sunderland           | 1         |
| Jonas Olsson        | West Bromwich Albion | 1         |
| Antolín Alcaraz     | Everton              | 1         |
| Séamus Coleman      | Everton              | 1         |
| Gareth McAuley      | West Bromwich Albion | 1         |
| Nathan Baker        | Aston Villa          | 1         |

| Luis Suárez                              | Liverpool         | 12 | 33 |
| Steven Gerrard                           | Liverpool         | 12 | 34 |
| Wayne Rooney                             | Manchester United | 10 | 29 |
| Rickie Lambert                           | Southampton       | 10 | 37 |
| Mesut Özil                               | Arsenal           | 9  | 26 |
| David Silva                              | Manchester City   | 9  | 28 |
| Yaya Touré                               | Manchester City   | 9  | 35 |
| Aaron Ramsey                             | Arsenal           | 8  | 23 |
| Christian Eriksen                        | Tottenham Hotspur | 8  | 25 |
| Santi Cazorla                            | Arsenal           | 8  | 31 |
| Kevin Mirallas                           | Everton           | 8  | 32 |
| Olivier Giroud                           | Arsenal           | 8  | 36 |
| Última actualización: 11 de mayo de 2014 |                   |    |    |

| Pablo Zabaleta                           | Manchester City      | 11 | 35 |
| Marouane Chamakh                         | Crystal Palace       | 9  | 32 |
| Jonas Olsson                             | West Bromwich Albion | 9  | 32 |
| Gareth Barry                             | Everton              | 9  | 32 |
| Cheick Tioté                             | Newcastle United     | 9  | 33 |
| Damien Delaney                           | Crystal Palace       | 9  | 37 |
| Última actualización: 11 de mayo de 2014 |                      |    |    |

| Wes Brown                                | Sunderland        | 3 | 25 |
| Younès Kaboul                            | Tottenham Hotspur | 2 | 13 |
| Allan McGregor                           | Hull City         | 2 | 26 |
| Kevin Nolan                              | West Ham United   | 2 | 33 |
| Última actualización: 11 de mayo de 2014 |                   |   |    |

## Premios

### Premios mensuales
| Mes        | Técnico del mes     | Técnico del mes  | Jugador del mes            | Jugador del mes  | Ref.   |
| Mes        | Técnico             | Equipo           | Jugador                    | Equipo           | Ref.   |
| ---------- | ------------------- | ---------------- | -------------------------- | ---------------- | ------ |
| Agosto     | Brendan Rodgers     | Liverpool        | Daniel Sturridge           | Liverpool        | [ 59 ] |
| Septiembre | Arsène Wenger       | Arsenal          | Aaron Ramsey               | Arsenal          | [ 60 ] |
| Octubre    | Mauricio Pochettino | Southampton      | Sergio Agüero              | Manchester City  | [ 61 ] |
| Noviembre  | Alan Pardew         | Newcastle United | Tim Krul                   | Newcastle United | [ 62 ] |
| Diciembre  | Manuel Pellegrini   | Manchester City  | Luis Suárez                | Liverpool        | [ 63 ] |
| Enero      | Manuel Pellegrini   | Manchester City  | Adam Johnson               | Sunderland       | [ 64 ] |
| Febrero    | Sam Allardyce       | West Ham United  | Daniel Sturridge           | Liverpool        | [ 65 ] |
| Marzo      | Brendan Rodgers     | Liverpool        | Steven Gerrard Luis Suárez | Liverpool        | [ 66 ] |
| Abril      | Tony Pulis          | Crystal Palace   | Connor Wickham             | Sunderland       | [ 67 ] |

### Premios anuales

#### Entrenador del Año de la Premier League
Tony Pulis ganó el premio Entrenador del Año de la Premier League.

#### Jugador del Año de la Premier League
El premio Jugador del Año de la Premier League fue ganado por Luis Suárez.

#### PFA Jugador del año
El Premio PFA al jugador del año se lo llevó el jugador uruguayo del Liverpool Luis Suárez.

#### FWA Futbolista del Año
El FWA Futbolista del Año también fue ganado por el jugador uruguayo del Liverpool Luis Suárez.

#### Guante de Oro de la Premier League
El Guante de Oro de la Premier League fue ganado por el checo Petr Čech del Chelsea y el polaco Wojciech Szczęsny del Arsenal.

#### Premio al Fair Play
El Premio al Fair Play fue ganado por el Liverpool.

#### PFA Jugador joven del año
El Premio PFA al jugador joven del año recayó en el centrocampista belga del Chelsea Eden Hazard.

#### PFA Equipo del año
El Equipo del año (también conocido como el Once ideal o Equipo ideal) es un premio que se le da a los mejores 11 jugadores de la Premier League (también a 11 futbolistas de todas las divisiones del Fútbol de Inglaterra) los cuales son elegidos por todos los jugadores de la Premier League.
La lista está conformada por:
| Pos. | Jugador          | Equipo          | Partidos | Goles |
| ---- | ---------------- | --------------- | -------- | ----- |
| POR  | Petr Čech        | Chelsea         | 34       | -24   |
| LAT  | Séamus Coleman   | Everton         | 36       | 6     |
| DEF  | Gary Cahill      | Chelsea         | 30       | 1     |
| DEF  | Vincent Kompany  | Manchester City | 28       | 4     |
| LAT  | Luke Shaw        | Southampton     | 35       | 0     |
| MC   | Adam Lallana     | Southampton     | 38       | 9     |
| VOL  | Yaya Touré       | Manchester City | 35       | 20    |
| VOL  | Steven Gerrard   | Liverpool       | 34       | 13    |
| MED  | Eden Hazard      | Chelsea         | 35       | 14    |
| DEL  | Daniel Sturridge | Liverpool       | 29       | 21    |
| DEL  | Luis Suárez      | Liverpool       | 33       | 31    |

## Fichajes

### Fichajes más caros del mercado de verano

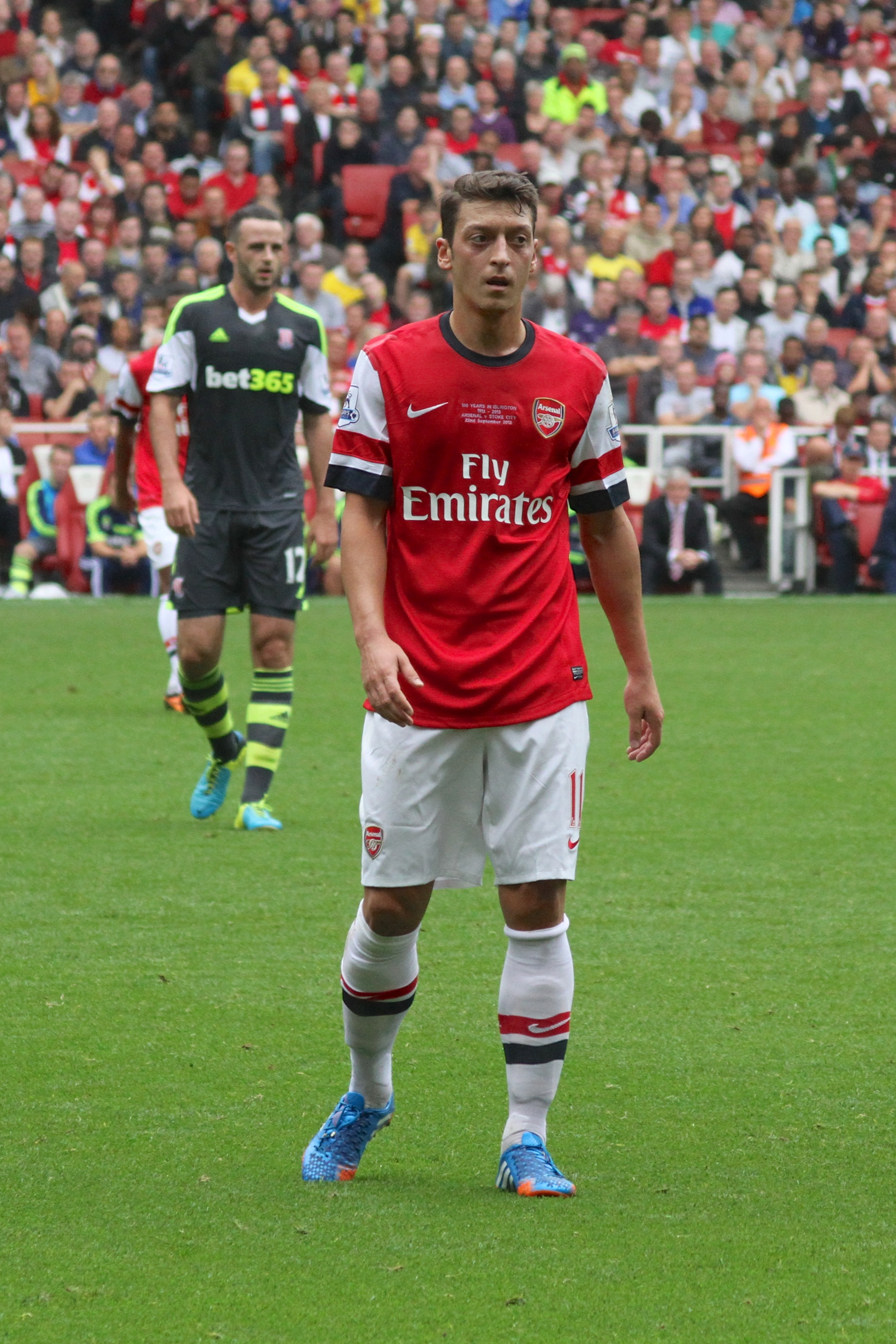
Mesut Özil se convirtió en la venta más cara del Real Madrid al llegar por 50 millones de euros al Arsenal.

| Pos. | Jugador           | Club de destino   | Club de origen      | Precio (€) | Ref.   |
| ---- | ----------------- | ----------------- | ------------------- | ---------- | ------ |
| 1.º  | Mesut Özil        | Arsenal FC        | Real Madrid         | 50.000.000 | [ 77 ] |
| 2.º  | Fernandinho       | Manchester City   | Shajtar Donetsk     | 40.000.000 | [ 78 ] |
| 3.º  | Willian           | Chelsea           | Anzhí Majachkalá    | 37.440.000 | [ 79 ] |
| 4.º  | Marouane Fellaini | Manchester United | Everton             | 32.500.000 | [ 80 ] |
| 5.º  | Stevan Jovetić    | Manchester City   | Fiorentina          | 30.000.000 | [ 81 ] |
| 5.º  | Erik Lamela       | Tottenham Hotspur | Roma                | 30.000.000 | [ 82 ] |
| 5.º  | Roberto Soldado   | Tottenham Hotspur | Valencia            | 30.000.000 | [ 83 ] |
| 6.º  | Álvaro Negredo    | Manchester City   | Sevilla             | 28.000.000 | [ 84 ] |
| 7.º  | André Schürrle    | Chelsea           | Bayer Leverkusen    | 22.000.000 | [ 85 ] |
| 8.º  | Jesús Navas       | Manchester City   | Sevilla             | 20.000.000 | [ 86 ] |
| 8.º  | Paulinho          | Tottenham Hotspur | Corinthians         | 20.000.000 | [ 87 ] |
| 9.º  | Mamadou Sakho     | Liverpool         | París Saint-Germain | 19.000.000 | [ 88 ] |
| 10.º | Andy Carroll      | West Ham United   | Liverpool           | 15.000.000 | [ 89 ] |
| 10.º | Gary Medel        | Cardiff City      | Sevilla             | 15.000.000 | [ 90 ] |

## Datos y más estadísticas
| - Mayor cantidad de goles en un partido: 9 goles - Manchester City 6 - 3 Archivado el 14 de diciembre de 2013 en Wayback Machine. Arsenal (Fecha 16) - Cardiff City 3 - 6 Archivado el 21 de marzo de 2014 en Wayback Machine. Liverpool (Fecha 31) - Mayor margen de victoria: Diferencia de 7 goles - Manchester City 7 – 0 Archivado el 1 de noviembre de 2013 en Wayback Machine. Norwich City (Fecha 10) - Mayor victoria de local: Diferencia de 7 goles - Manchester City 7 – 0 Archivado el 1 de noviembre de 2013 en Wayback Machine. Norwich City (Fecha 10) - Mayor victoria de visita: Diferencia de 5 goles - Tottenham Hotspur 0 – 5 (enlace roto disponible en Internet Archive; véase el historial, la primera versión y la última). Liverpool (Fecha 16) Fuente: Barclays Premier League Results Season: 2013-2014 (enlace roto disponible en Internet Archive; véase el historial, la primera versión y la última). | - Racha más larga de victorias: De 11 partidos - Liverpool (Fecha 25 - 35) - Racha más larga de partidos sin perder: De 16 partidos - Liverpool (Fecha 20 - 35) - Racha más larga de derrotas: De 7 partidos - Crystal Palace (Fecha 4 – 10) - Racha más larga de partidos sin ganar: De 9 partidos - Fulham (Fecha 21 – 29) Fuente: Barclays Premier League Results Season: 2013-2014 (enlace roto disponible en Internet Archive; véase el historial, la primera versión y la última). |

| - Equipo con menos tarjetas amarillas: Con 49 tarjetas amarillas - Cardiff City - Equipo con menos tarjetas rojas: Con ninguna tarjeta roja - Southampton - West Bromwich Albion - Aston Villa - Equipo con más tarjetas amarillas: Con 78 tarjetas amarillas - Stoke City - Equipo con más tarjetas rojas: Con 6 tarjetas rojas - Sunderland Fuente: Estadísticas de la Premiership: Team Discipline - 2013/2014 | - Mayor cantidad de vallas invictas: En 18 partidos - Chelsea - Menor cantidad de vallas invictas: En 5 partidos - Fulham |

### Récords de goles
- Primer gol de la temporada: Anotado por Daniel Sturridge, para Liverpool ante el Stoke City (17 de agosto de 2013).[91][92]
- Último gol de la temporada: Anotado por Chris David, para el Fulham ante el Crystal Palace (11 de mayo de 2014).[93]
- Gol más rápido: A los 12 segundos
  - Anotado por el portero Asmir Begović desde su propia área en el Stoke City 1 – 1 Southampton (2 de noviembre de 2013).[94][95]

#### Tripletas o pókers
En esta sección se encuentra la lista de tripletas o hat-tricks y póker de goles (en general, tres o más goles en un partido) convertidos en un mismo encuentro durante esta temporada.
| Fecha      | Jugador        | Goles                   | Local           | Resultado | Visitante            | Jornada    |
| ---------- | -------------- | ----------------------- | --------------- | --------- | -------------------- | ---------- |
| 26/10/2013 | Luis Suárez    | 12' · 17' · 55'         | Liverpool       | 4 – 1     | West Bromwich Albion | Jornada 9  |
| 4/12/2013  | Luis Suárez    | 15' · 29' · 35' · 74'   | Liverpool       | 5 – 1     | Norwich City         | Jornada 14 |
| 11/1/2014  | Adam Johnson   | 29' · 69' · 85' (P)     | Fulham          | 1 – 4     | Sunderland           | Jornada 21 |
| 19/1/2014  | Samuel Eto'o   | 17' · 45' · 49'         | Chelsea         | 3 – 1     | Manchester United    | Jornada 22 |
| 8/2/2014   | Eden Hazard    | 27' · 34' · 63' (P)     | Chelsea         | 3 – 0     | Newcastle United     | Jornada 25 |
| 1/3/2014   | André Schürrle | 525' · 65' · 68'        | Fulham          | 1 – 3     | Chelsea              | Jornada 28 |
| 22/3/2014  | Yaya Touré     | 26' (P) · 54' (P) · 65' | Manchester City | 5 – 0     | Fulham               | Jornada 31 |
| 22/3/2014  | Luis Suárez    | 16' · 60' · 90'         | Cardiff City    | 3 – 6     | Liverpool            | Jornada 31 |